# Millau
Pour les articles ayant des titres homophones, voir Millot et Milliot.
Millau est une commune française, et l'une des deux sous-préfectures du département de l'Aveyron. Aujourd'hui rattachée administrativement à la région Occitanie, elle a appartenu historiquement à la province du Rouergue. Elle est située à 49 km au sud-est de Rodez, à 84 km de Montpellier et à 142 km de Toulouse.
Le territoire de cette commune constitue une partie du parc naturel régional des Grands Causses.

## Géographie

Représentations cartographiques de la commune
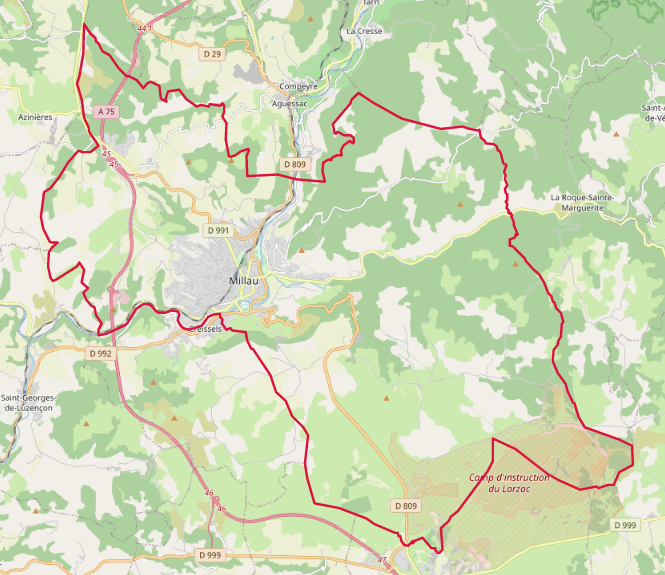
Carte OpenStreetMap.
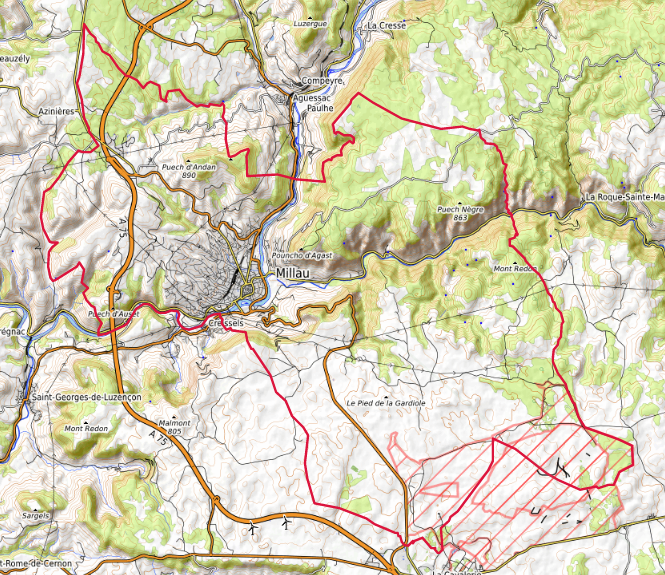
Carte topographique.

### Localisation
Le territoire de cette commune matérialise une fraction sud du Massif central. De grande superficie (16 823 hectares, 25e commune de France métropolitaine la plus étendue), le territoire communal s'étend au cœur des Grands Causses, sur une partie du causse Rouge (à l'est du plateau du Lévézou), une partie du Larzac et une partie du causse Noir. La ville chef-lieu se situe dans la partie basse de la commune, dans une vaste dépression au confluent du Tarn et de la Dourbie à environ 340 m d'altitude.

### Communes limitrophes
- dans le canton de Millau-Est :
Aguessac, Compeyre, et Paulhe
- dans le canton de Millau-Ouest :
Comprégnac, Creissels, Saint-Georges-de-Luzençon
- dans le canton de Cornus :
Lapanouse-de-Cernon
- dans le canton de Nant :
La Cavalerie et Nant
- dans le canton de Peyreleau :
La Cresse et La Roque-Sainte-Marguerite
- dans le canton de Saint-Beauzély :
Castelnau-Pégayrols, Saint-Beauzély et Verrières

### Climat
Pour des articles plus généraux, voir Climat de l'Occitanie et Climat de l'Aveyron.
En 2010, le climat de la commune est de type climat méditerranéen altéré, selon une étude s'appuyant sur une série de données couvrant la période 1971-2000. En 2020, Météo-France publie une typologie des climats de la France métropolitaine dans laquelle la commune est exposée à un climat de montagne et est dans la région climatique Sud-est du Massif Central, caractérisée par une pluviométrie annuelle de 1 000 à 1 500 mm, minimale en été, maximale en automne.
Pour la période 1971-2000, la température annuelle moyenne est de 12,4 °C, avec une amplitude thermique annuelle de 16,2 °C. Le cumul annuel moyen de précipitations est de 1 074 mm, avec 10,3 jours de précipitations en janvier et 4,8 jours en juillet. Pour la période 1991-2020, la température moyenne annuelle observée sur la station météorologique installée sur la commune est de 11,2 °C et le cumul annuel moyen de précipitations est de 713,2 mm,. Pour l'avenir, les paramètres climatiques de la commune estimés pour 2050 selon différents scénarios d'émission de gaz à effet de serre sont consultables sur un site dédié publié par Météo-France en novembre 2022.
| Mois                                  | jan.             | fév.           | mars             | avril           | mai             | juin          | jui.            | août           | sep.            | oct.          | nov.            | déc.            | année      |
| ------------------------------------- | ---------------- | -------------- | ---------------- | --------------- | --------------- | ------------- | --------------- | -------------- | --------------- | ------------- | --------------- | --------------- | ---------- |
| Température minimale moyenne (°C)     | 0,5              | 0,4            | 3                | 5,2             | 8,8             | 12,3          | 14,5            | 14,5           | 11,2            | 8,4           | 4               | 1,5             | 7          |
| Température moyenne (°C)              | 3,4              | 4              | 7,2              | 9,7             | 13,5            | 17,5          | 20,1            | 20,1           | 16              | 12,1          | 7               | 4,3             | 11,2       |
| Température maximale moyenne (°C)     | 6,3              | 7,7            | 11,5             | 14,3            | 18,2            | 22,7          | 25,7            | 25,8           | 20,9            | 15,8          | 10,1            | 7,2             | 15,5       |
| Record de froid (°C) date du record   | −17,5 16.01.1985 | −15 10.02.1986 | −12,9 06.03.1971 | −5,5 12.04.1986 | −1,3 06.05.1985 | 3 05.06.1969  | 6,3 04.07.1970  | 4,9 30.08.1986 | 1,6 21.09.1977  | −4,1 25.10.03 | −8,1 28.11.1985 | −13 03.12.1973  | −17,5 1985 |
| Record de chaleur (°C) date du record | 18,1 01.01.22    | 22,9 27.02.19  | 23,9 14.03.12    | 27 09.04.11     | 31,6 21.05.22   | 37,3 17.06.22 | 37,5 30.07.1983 | 39,1 23.08.23  | 34,1 17.09.1987 | 29,8 10.10.23 | 23,9 02.11.1981 | 19,1 18.12.1987 | 39,1 2023  |
| Ensoleillement (h)                    | 979              | 1 293          | 173              | 1 868           | 2 236           | 2 671         | 3 007           | 2 697          | 2 124           | 1 402         | 984             | 979             | 2 197      |
| Précipitations (mm)                   | 55,1             | 39,4           | 41,6             | 68,6            | 75,3            | 57,2          | 42,7            | 56,5           | 73,9            | 74,4          | 72,1            | 56,4            | 713,2      |

### Milieux naturels et biodiversité

#### Flore, faune et biodiversité

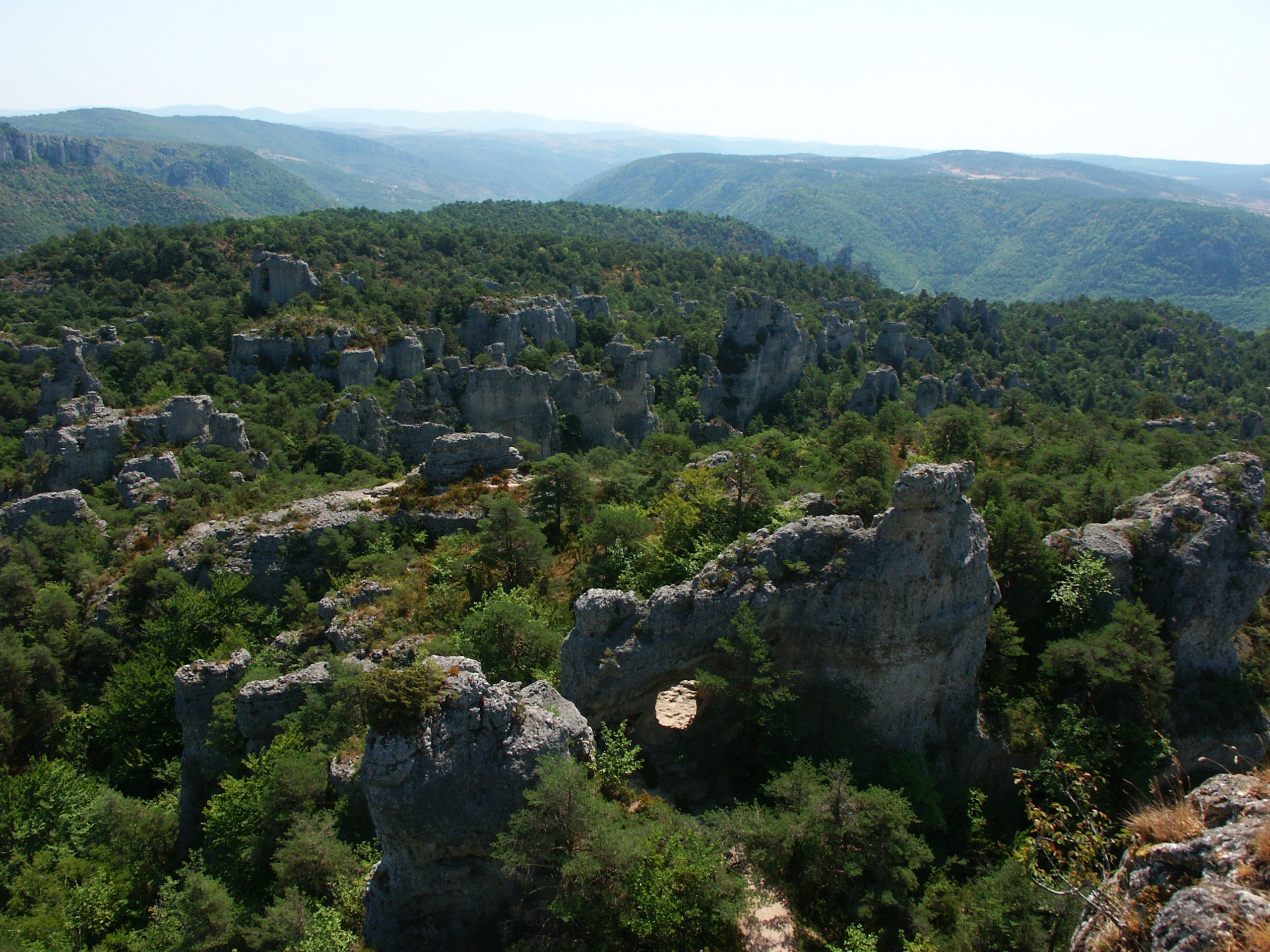
Le chaos de Montpellier-le-Vieux.

Le territoire de la commune de Millau est marqué par l'élevage du bétail entretenant des pelouses naturelles d'un grand intérêt écologique, de champs, de prairies temporaires. Il se compose également d'une multitude de gorges, ravins et défilés qui font l'originalité de ce pays. Ces territoires ruraux à dominance agricole comme le reste de cette région fragile, sont protégés par le parc naturel régional des Grands Causses.

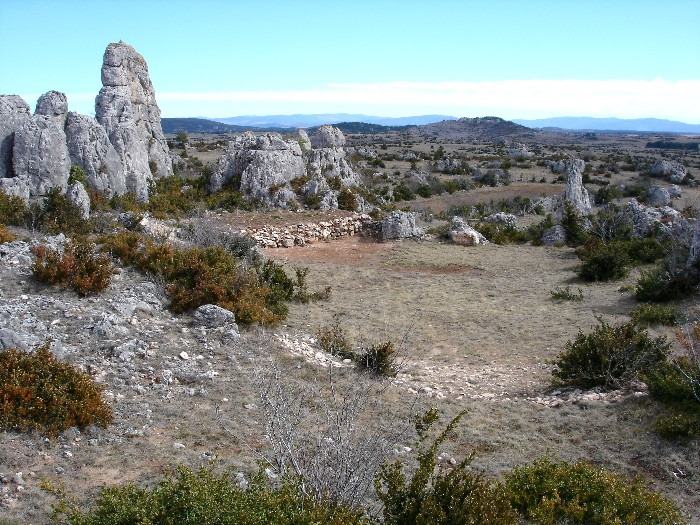
Le plateau du Larzac.

La flore contient plus de 2 000 espèces. On note la présence d'asperge à feuilles aiguës, d'aphyllanthe de Montpellier, de chèvrefeuille d'Étrurie, de silène d’Italie. Durant la saison estivale, les terres les plus élevées de la commune ne conservent pas l'eau des précipitations et se comportent de façon aride. La faune protégée et régulée, pour certains gibiers, par les missions de chasse, rassemble caille des blés, faucon hobereau, éperviers, lézards, cerfs, sangliers, chevreuils et mouflons.

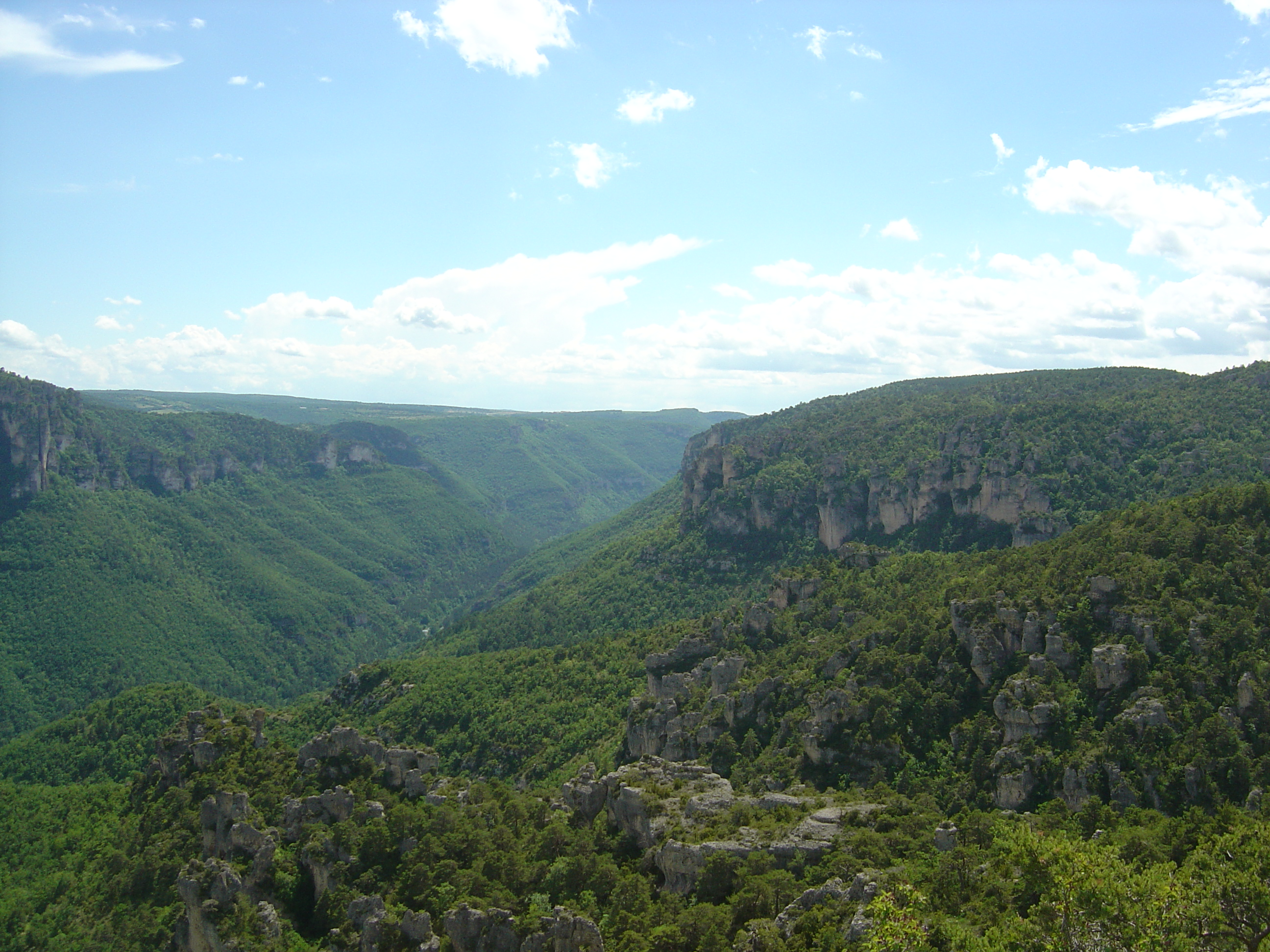
Gorges de la Dourbie.

Du fait de l'étalement de la ville de Millau vers les gorges du Tarn, la vallée de la Dourbie, les hauteurs en direction du plateau du Lévézou, la biodiversité est en régression sur la partie urbanisée de la commune mais aussi aux alentours par la simple présence des promeneurs venant de cette ville.
L'agrandissement du lit du Tarn au niveau de la ville et la création d'un bras de décharge de crue lié à son agrandissement a fortement ralenti et abaissé le niveau de ce cours d'eau qui voit dorénavant proliférer la renoncule aquatique qui se plaît dans cette eau stagnante. Cela a également entraîné une régression des populations sauvages de truites fario sur ce secteur. Également l'imperméabilisation par bétonnage et goudronnage de vastes surfaces a considérablement augmenté l'eau des précipitations rejetée directement à la rivière induisant des phénomènes dits « chasse d'eau » assez destructeurs pour la faune aquatique et les berges.

#### Espaces protégés
La protection réglementaire est le mode d’intervention le plus fort pour préserver des espaces naturels remarquables et leur biodiversité associée.
Dans ce cadre, la commune fait partie d'un espace protégé, le parc naturel régional des Grands Causses, créé en 1995 et d'une superficie de 327 937 ha, s'étend sur 97 communes. Ce territoire rural habité, reconnu au niveau national pour sa forte valeur patrimoniale et paysagère, s’organise autour d’un projet concerté de développement durable, fondé sur la protection et la valorisation de son patrimoine,,.

#### Sites Natura 2000

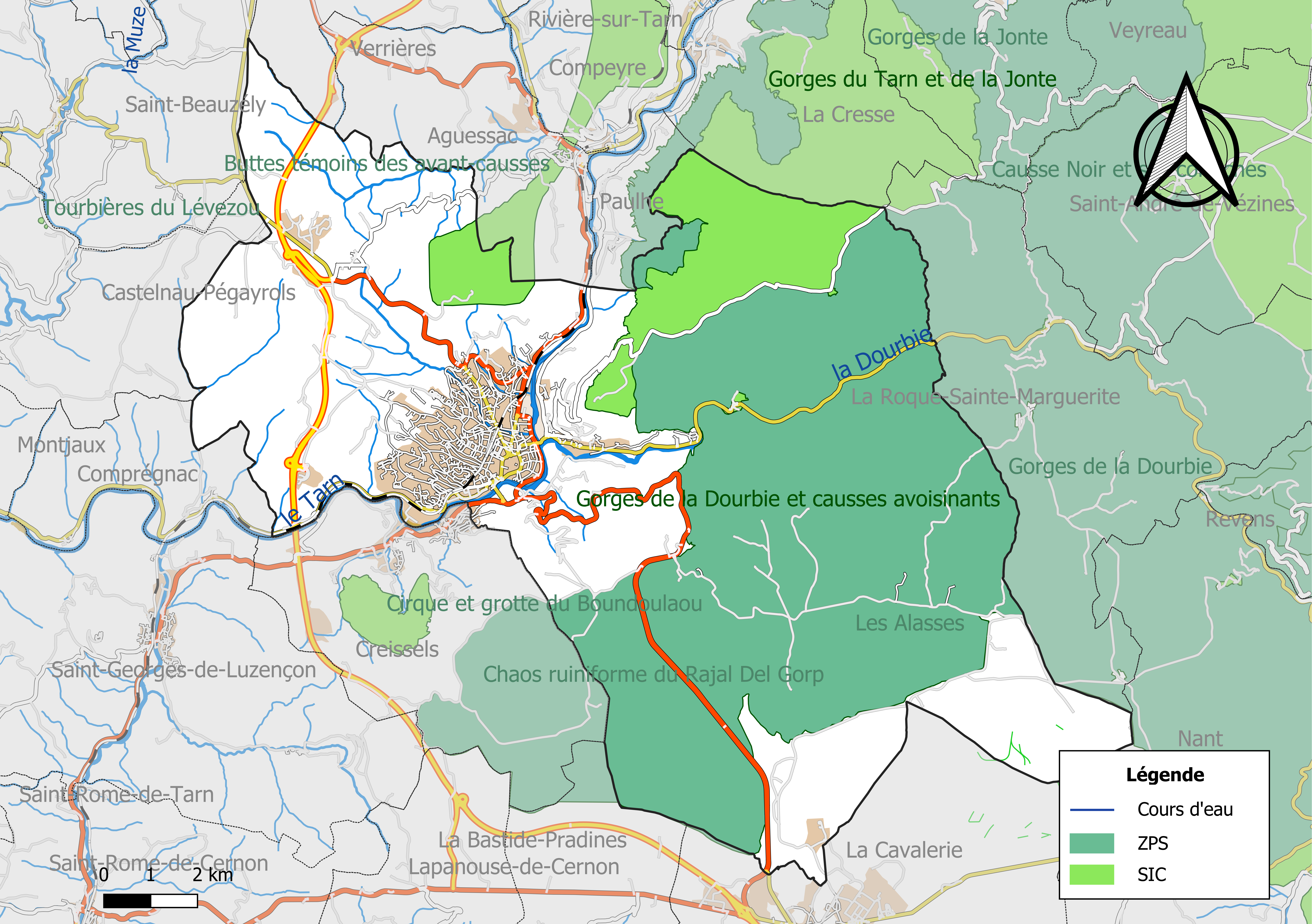
Sites Natura 2000 sur le territoire communal.

Le réseau Natura 2000 est un réseau écologique européen de sites naturels d’intérêt écologique élaboré à partir des Directives « Habitats » et « Oiseaux ». Ce réseau est constitué de zones spéciales de conservation (ZSC) et de zones de protection spéciale (ZPS). Dans les zones de ce réseau, les États Membres s'engagent à maintenir dans un état de conservation favorable les types d'habitats et d'espèces concernés, par le biais de mesures réglementaires, administratives ou contractuelles.
Cinq sites Natura 2000 ont été définis sur la commune au titre de la « directive Habitats » : 
- les « gorges de la Dourbie », d'une superficie de 7 087 ha, sont un magnifique ensemble de gorges avec parois et corniches calcaires dont la végétation est formée de pelouses xérothermiques, de landes (parcours à ovins), de taillis de chênes pubescents, de hêtres et de pins sylvestres[13] ;
- le « causse Noir et ses corniches », d'une superficie de 13 990 ha, est un plateau calcaire et dolomitique avec pelouses sèches, forêts et taillis de chênes et de pins sylvestres, avec une bordure de falaises et de gorges[14] ;
- le « chaos ruiniforme du Rajal del Gorp », d'une superficie de 106 ha, est un très bel ensemble de chaos de rochers ruiniformes avec gouffres et avens, avec la présence de nombreuses pelouses steppiques et de landes servant de parcours à moutons[15] ;
- les « buttes témoins des Avant-Causses », d'une superficie de 2 325 ha, sont constituées de buttes-témoins calcaires avec parois et corniches, recouvertes de pelouses-landes et de taillis de chênes pubescents[16] ;
- « Les Alasses », d'une superficie de 580 ha, sont un ensemble de rochers, de chaos ruiniformes avec pelouses et landes pâturées entrecoupées de quelques dolines cultivées. Les parcours pastoraux boisés à dominante de pins sylvestres occupent une grande part du site[17].

et deux au titre de la « directive Oiseaux » :  
- les « gorges du Tarn et de la Jonte », d'une superficie de 5 841 ha, où seize espèces de l'annexe 1 se reproduisent sur le site, parmi lesquelles dix espèces de rapaces[18] ;
- les « gorges de la Dourbie et causses avoisinants », d'une superficie de 28 057 ha, qui comprennent une grande partie du causse noir, du causse du Larzac et du Causse Bégon, ainsi que les gorges qui les séparent. Dix-sept espèces de l'annexe 1 se reproduisent sur le site, parmi lesquelles huit espèces de rapaces[19].

#### Zones naturelles d'intérêt écologique, faunistique et floristique
L’inventaire des zones naturelles d'intérêt écologique, faunistique et floristique (ZNIEFF) a pour objectif de réaliser une couverture des zones les plus intéressantes sur le plan écologique, essentiellement dans la perspective d’améliorer la connaissance du patrimoine naturel national et de fournir aux différents décideurs un outil d’aide à la prise en compte de l’environnement dans l’aménagement du territoire.
Le territoire communal de Millau comprend huit ZNIEFF de type 1, : 
- le « causse du Larzac occidental » (7 036 ha), couvrant 6 communes du département[21] ;
- le « cirque de Boundoulaou » (527,7 ha), couvrant 2 communes du département[22] ;
- les « corniches du causse Noir » (1 985 ha), couvrant 8 communes du département[23] ;
- les « coteaux des Douzes et de Peyre » (433,5 ha), couvrant 2 communes du département[24] ;
- les « gorges de la Dourbie et ses affluents » (14 060 ha), couvrant 11 communes dont 6 dans l'Aveyron et 5 dans le Gard[25] ;
- le « puech d'Andan » (370,10 ha), couvrant 2 communes du département[26] ;
- le « puech de l'oule » (77,6 ha)[27] ;
- la « rivière Tarn (partie Aveyron) » (2 381 ha), couvrant 41 communes dont 25 dans l'Aveyron et 16 dans le Tarn[28] ;

et trois ZNIEFF de type 2, : 
- le « causse du Larzac » (50 424 ha), qui s'étend sur 23 communes dont 21 dans l'Aveyron et 2 dans l'Hérault[29] ;
- le « causse Noir et ses corniches » (20 863 ha), qui s'étend sur 14 communes dont 10 dans l'Aveyron, 3 dans le Gard et 1 en Lozère[30] ;
- la « vallée du Tarn, amont » (36 322 ha), qui s'étend sur 57 communes dont 31 dans l'Aveyron, 1 en Lozère et 25 dans le Tarn[31].

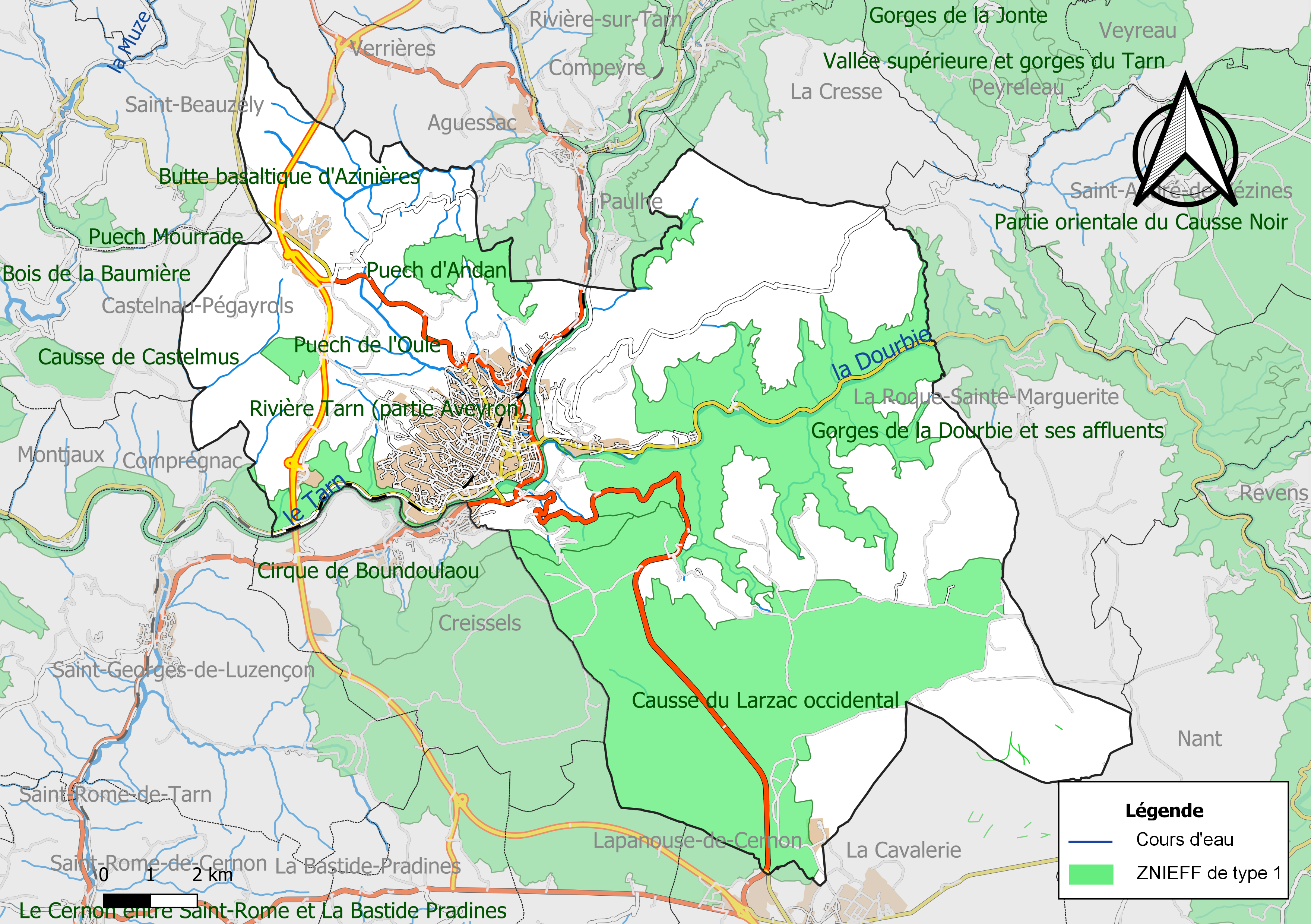
Carte des ZNIEFF de type 1 de la commune.
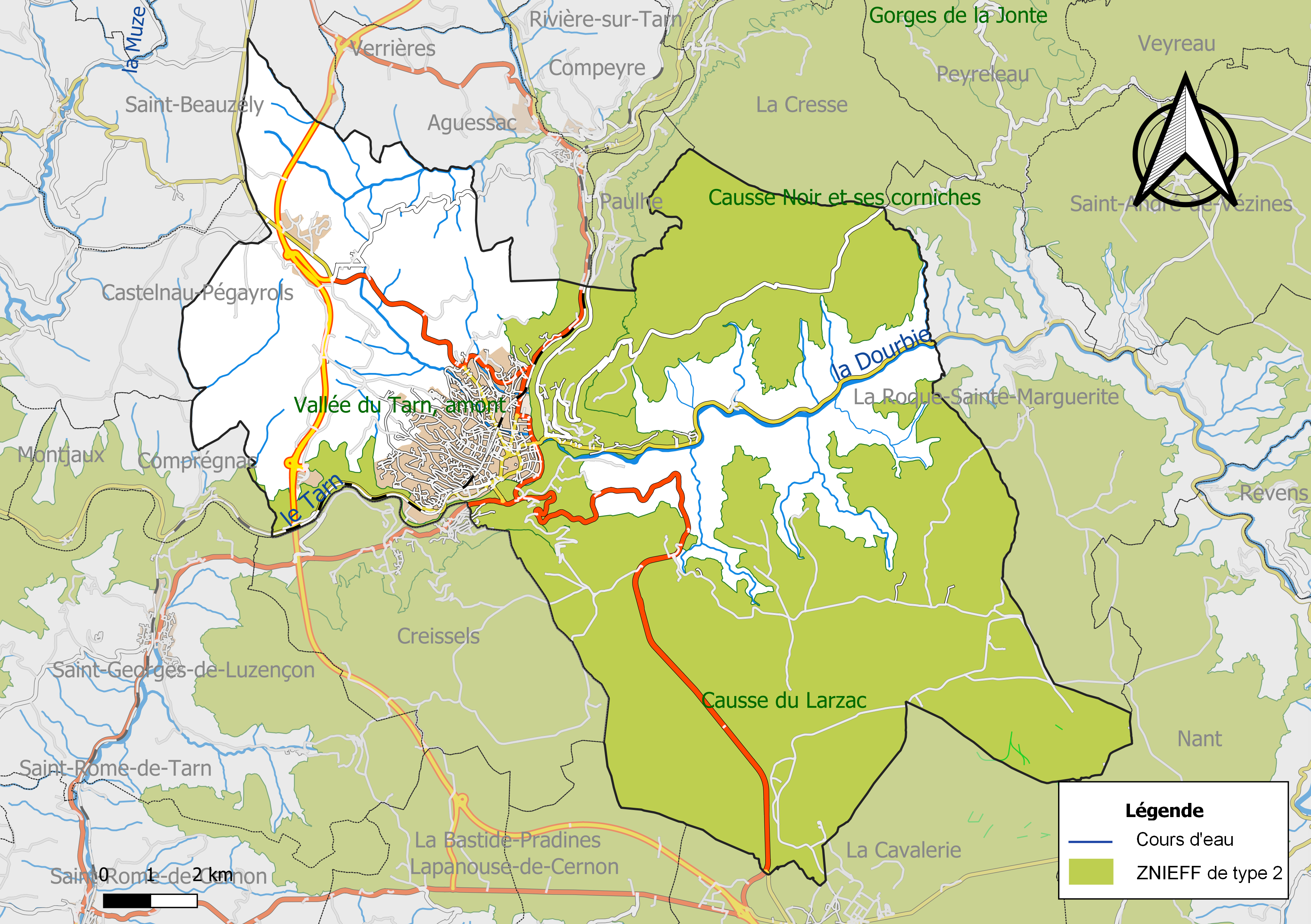
Carte des ZNIEFF de type 2 de la commune.

## Urbanisme

### Typologie
Au 1er janvier 2024, Millau est catégorisée centre urbain intermédiaire, selon la nouvelle grille communale de densité à 7 niveaux définie par l'Insee en 2022.
Elle appartient à l'unité urbaine de Millau, une agglomération intra-départementale dont elle est ville-centre,. Par ailleurs la commune fait partie de l'aire d'attraction de Millau, dont elle est la commune-centre,. Cette aire, qui regroupe 23 communes, est catégorisée dans les aires de moins de 50 000 habitants,.

## Toponymie
Pour Millau, les formes anciennes sont : sous sa forme gauloise Condatomagus ; ensuite Millavensis en 874, Amiliavense en 912, Amilianensi et les formes occitanes Amilhau, Amiliau en 1061, Ameliano en 1079, in Amiliavo en 1079 puis en 1258 (traité de Corbeil), Amiliano en 1204, Amiliani en 1249, Amilliani en 1485.

## Histoire

### Préhistoire et histoire antique
La ville est née, il y a près de 3 000 ans, sur les hauteurs de la Granède qui dominent Millau et la vallée du Tarn. L'oppidum de la Granède compte trois lignes successives de murailles qui attestent de trois périodes distinctes :
- 1 000 ans av. J.-C. (début de l'Âge du bronze) ;
- du Ier au IIe siècle av. J.-C. (époque gauloise) ;
- IVe siècle après J.-C. (Bas-Empire romain).

Situé entre le causse du Larzac et la vallée du Tarn, l'oppidum permettait le contrôle des échanges sur les voies de communications, notamment sur la voie romaine qui reliait l'oppidum de Cessero (Saint-Thibéry, Hérault) à Segudunum (Rodez, Aveyron) via L'Hospitalet-du-Larzac.
Vers le IIe ou le Ier siècle av. J.-C., la ville se développe sur la rive gauche du Tarn dans la plaine alluviale du confluent qui va lui donner son nom gaulois : Condatomagus (condato signifie confluent et magos, marché). La cité devient un centre important de fabrication de céramique de luxe sigilée dit de la Graufesenque qui était exportée dans tout l'Empire romain. Et puis, vers le milieu du IIe siècle, le commerce s'effondre à cause de la concurrence de nouveaux centres de production et Condatomagos périclite. Avec les invasions barbares des IVe – Ve siècle, la ville s’installe définitivement sur l’autre rive du Tarn, à l’intérieur d’une boucle de la rivière. Elle changera de nom à cette occasion pour devenir « Amiliavum », qui deviendra « Amilhau », puis « Milhau » en rouergat cohabitant avec « Millau » en français.

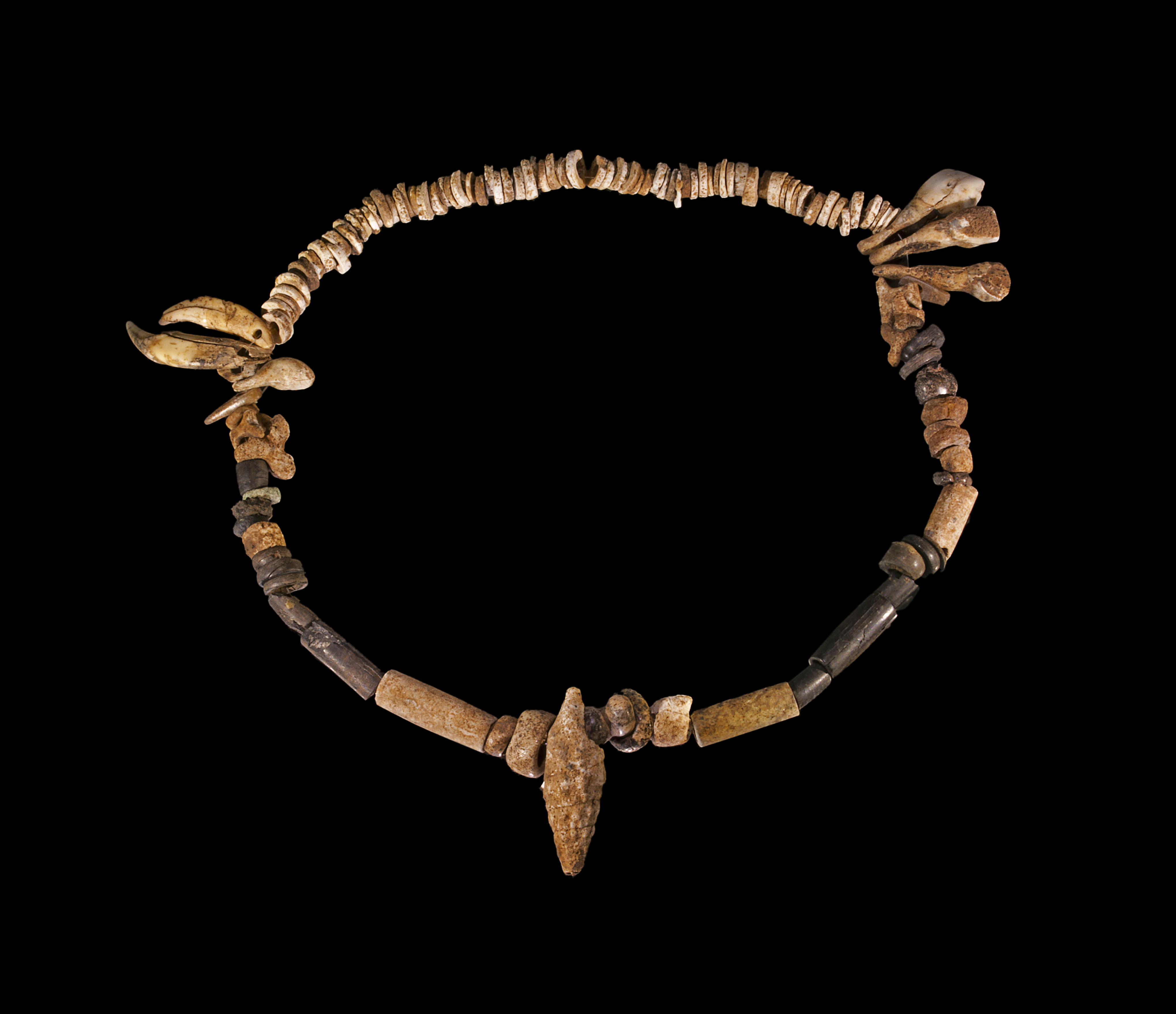
Collier de l’âge du bronze - Dolmens de Peyrolevado, Saint-Germain, Muséum de Toulouse.
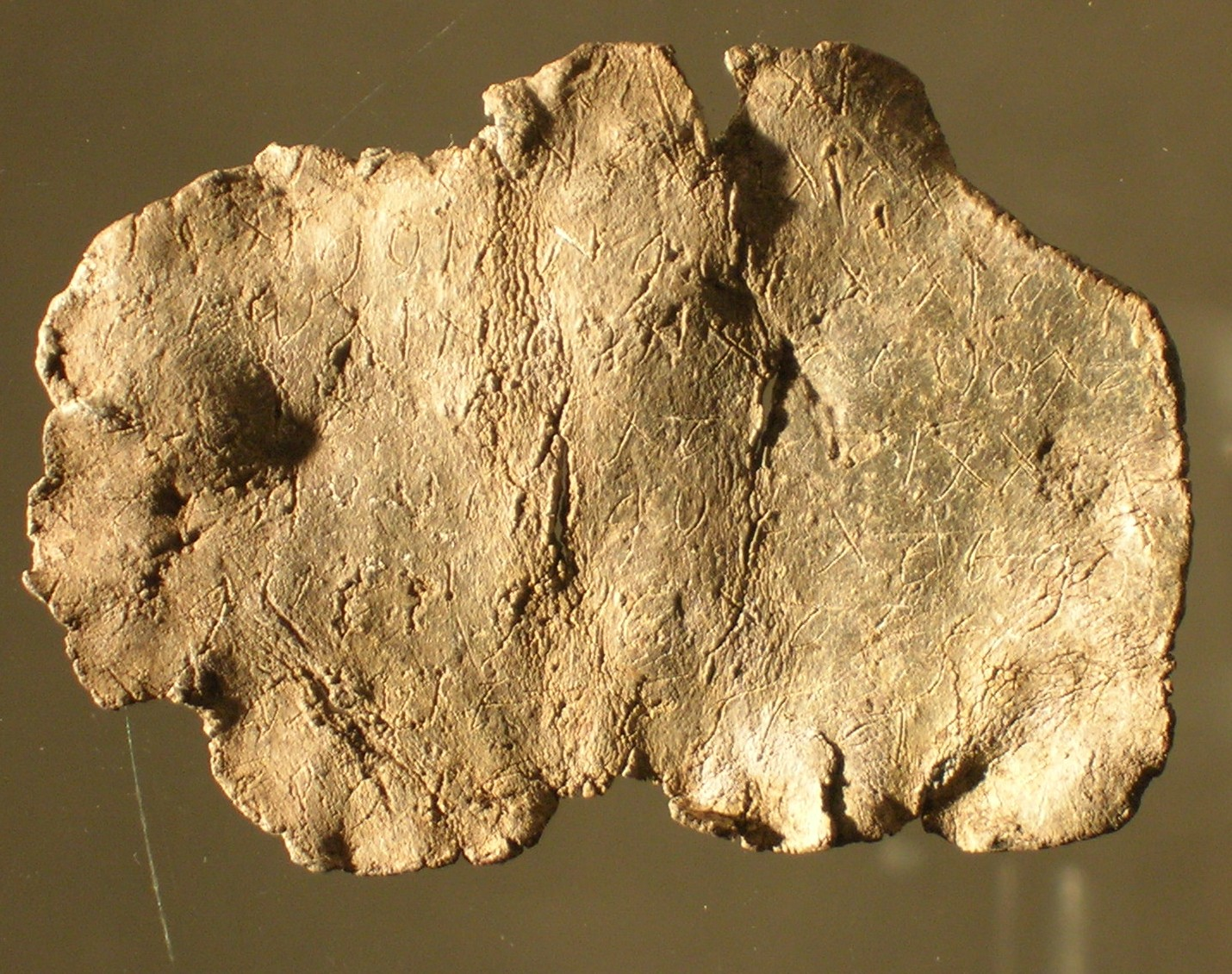
Tablette de plomb provenant de l'oppidum de la Granède.
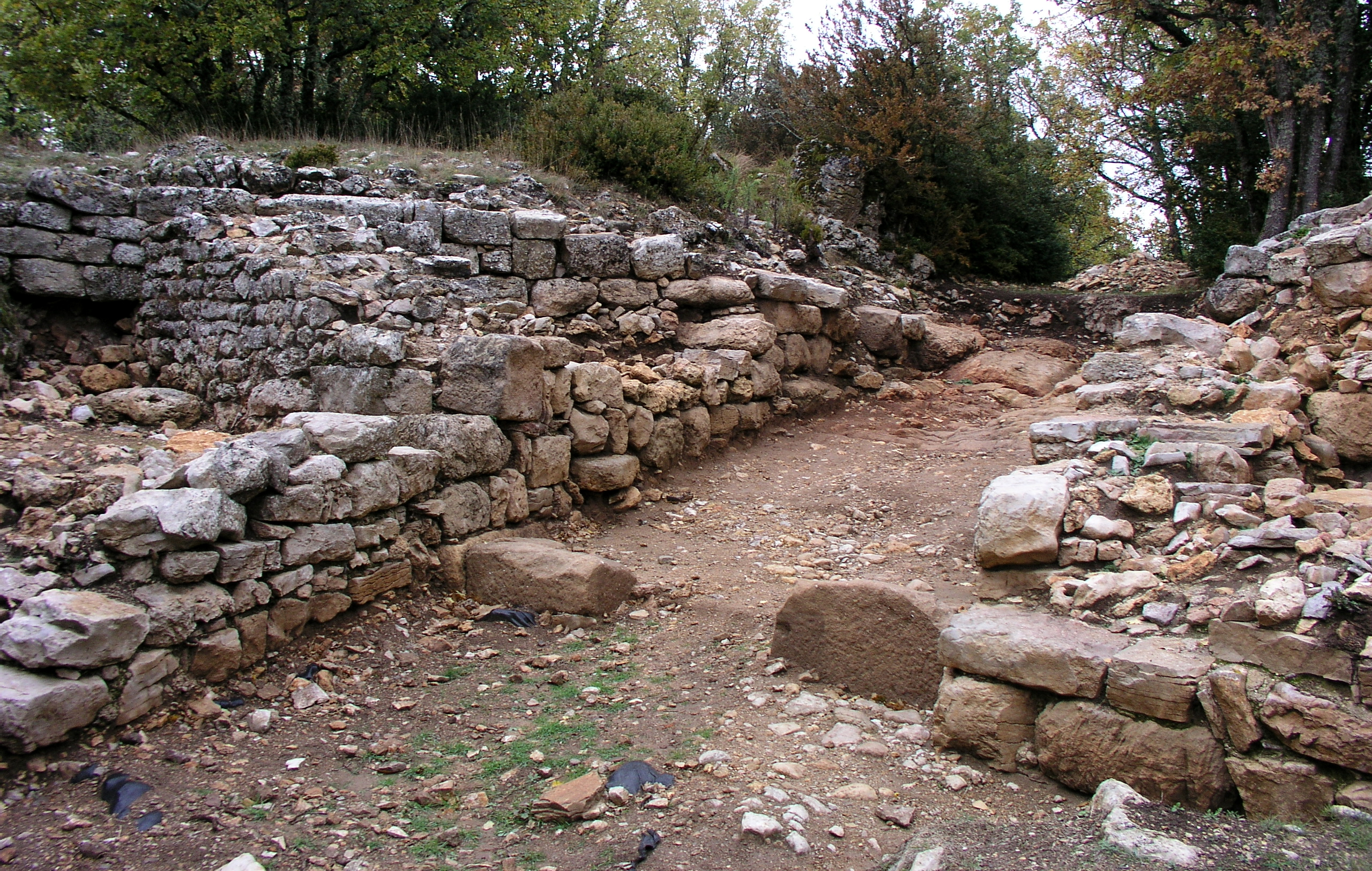
Porte de l'oppidum de la Granède.
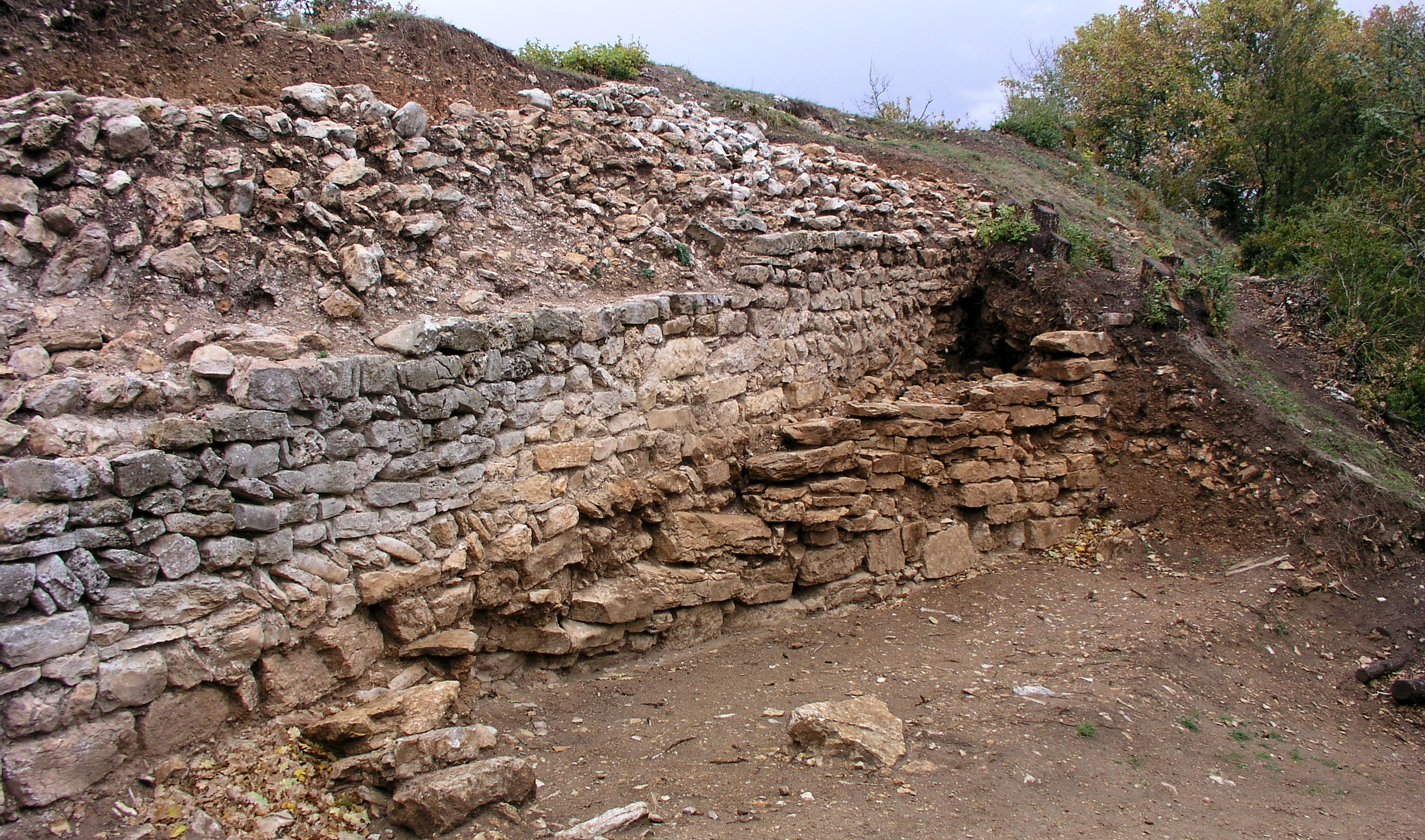
Fortifications de l'oppidum de la Granède.
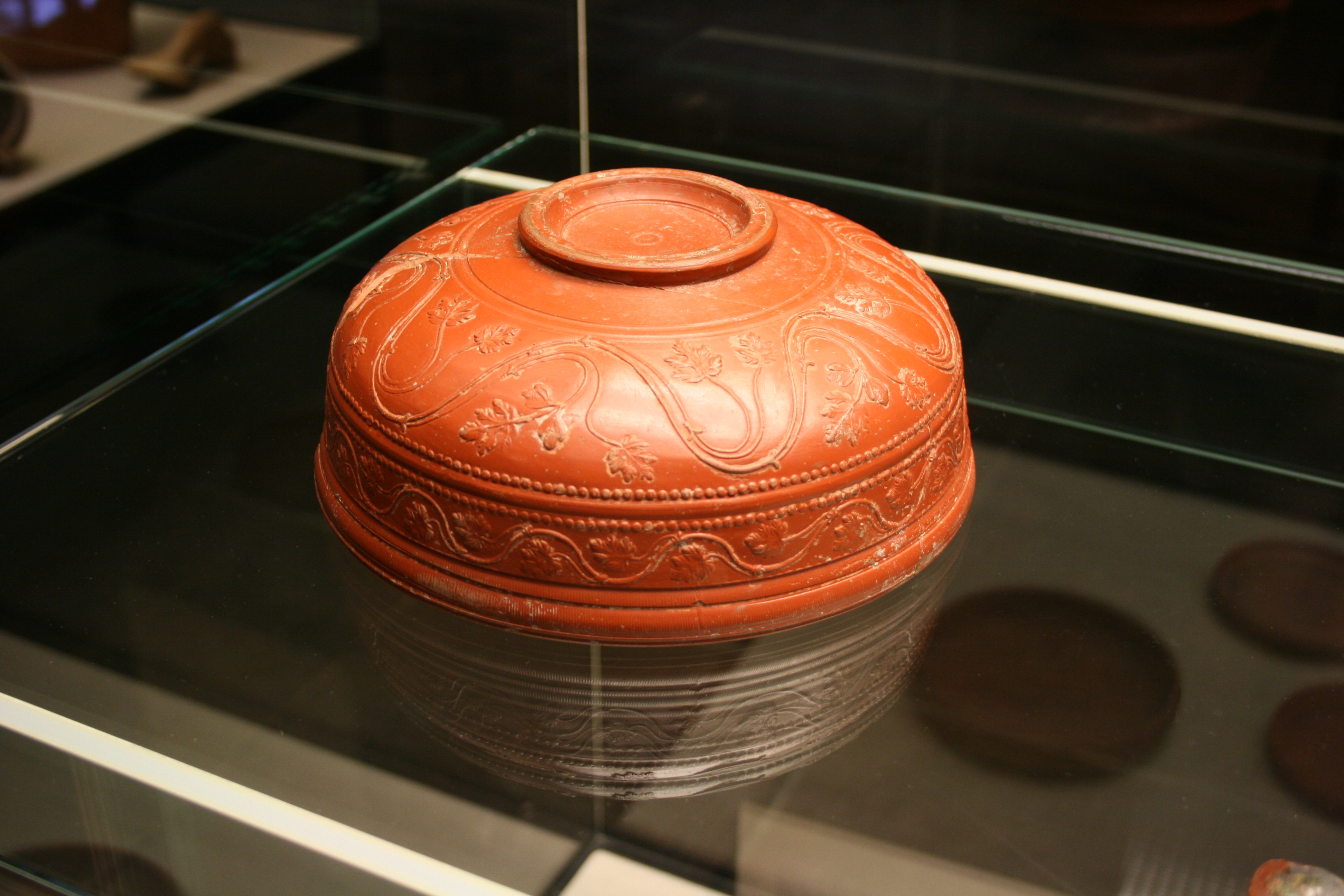
Poterie sigilée de la Graufesenque.

### Histoire médiévale
Au IXe siècle, la ville est un gros bourg qui devient le siège d’une viguerie et déjà le centre du gant d'agneau. Elle s’entoure alors de remparts.
Au Xe – XIe siècle naît la vicomté de Millau. Dès le XIe siècle, la cité passe successivement sous domination des comtes de Provence, de Barcelone puis des rois d'Aragon, avec en 1112 le mariage de la fille du vicomte de Millau et de Béranger III, futur Roi d’Aragon. En 1187, le Roi d’Aragon lui concède le sceau et la liberté communale par charte consulaire. Le consulat ainsi créé, est chargé d’administrer la ville, de lever l’impôt et d’appliquer la justice. En 1271, Millau passe à la couronne des rois de France.
En 1183 est pendu en ville Curbaran, capitaine de routiers.
Le 6 mai 1297, Hugues Ier d'Arpajon, fonde une abbaye de moines bénédictins qui prend le nom d'abbaye Notre-Dame de l'Arpajonie, relevant du diocèse de Rodez.
En 1361, au cours de la guerre de Cent Ans, la ville passe sous domination anglaise. Le retour à la paix au XVe siècle donne à la ville un nouvel élan. Louis XI rattache Millau à la couronne en 1476 par ses lettres patentes.

### Ancien Régime
Ville de foires et drapante, Millau se développe au XVIe siècle avec la croissance économique. Elle passe de 3 500 habitants en 1515 à 5 500 habitants en 1547. Les prémices de la Réforme atteignent Millau dès le milieu du XVIe siècle, faisant rapidement de la ville une place forte protestante. La ville accueillit notamment plusieurs assemblées politiques de huguenots notamment en 1573 et 1574, qui marquèrent la création des Provinces de l'Union. Durant, un siècle les protestants vont dominer politiquement et économiquement Millau. Mais les protestants seront défaits au début du XVIIe siècle par les troupes du roi, et la paix d'Alès signée en 1629 confirma la tolérance de culte établie par l'édit de Nantes.
Au XVIIIe siècle, l’industrie drapière laisse la place à l’industrie du cuir et de la peau qui se développe après 1750.

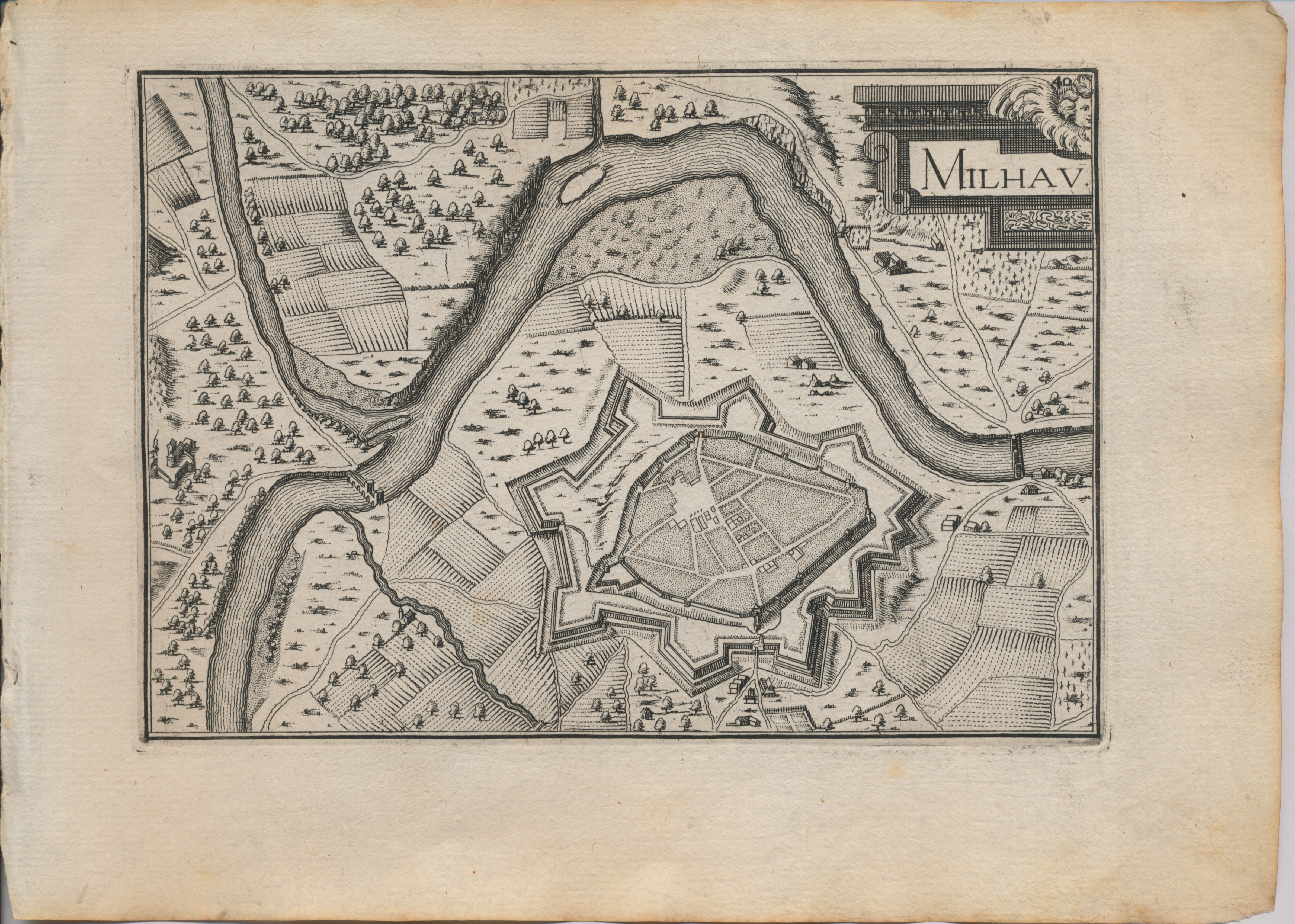
Vue de Milhau, gravure par Tassin (1634).
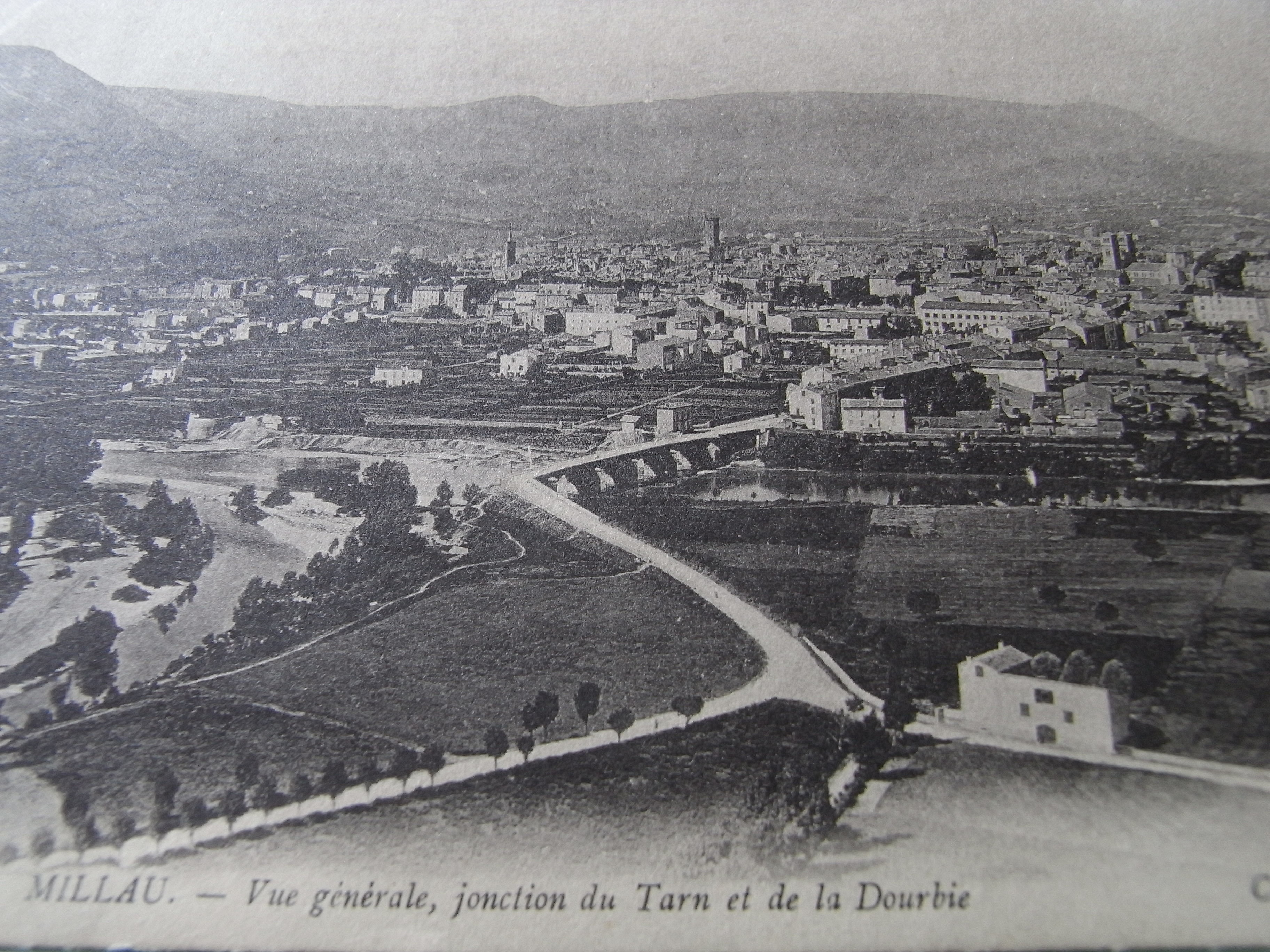
Carte postale de la confluence.
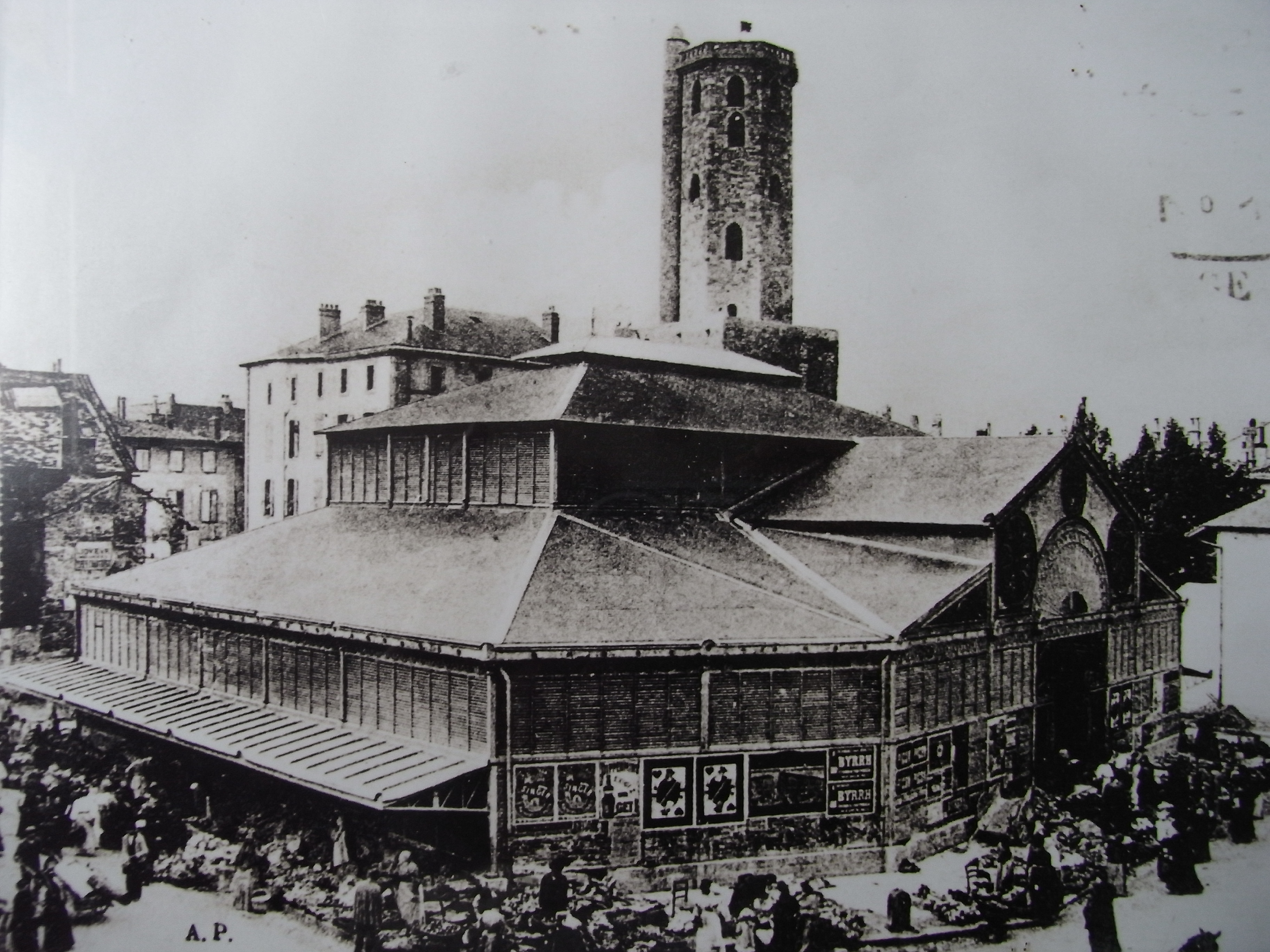
Les halles de Millau.

### XIXesiècle
Millau subit une inondation en novembre 1808.
Le XIXe siècle voit le développement de l'industrie du gant, la modernisation et l'expansion de la ville. Entre 1835 et 1837, de nombreux travaux d'embellissement de la ville sont lancés : construction d'une fontaine et d'une halle au blé, place Maréchal-Foch, d'un palais de justice, boulevard de l'Ayrolle. Le mouvement républicain se développe parmi les ouvriers tanneurs, mégissiers et gantiers. Il est illustré par la tentative de résistance au coup d'État de Louis Napoléon Bonaparte, le 2 décembre 1851. D'importants travaux d'urbanisme sont également réalisés pendant le second Empire, sous l'impulsion du maire, le banquier Achille Villa.

### XXesiècle
Au XXe siècle, près de 12 000 personnes sur les 18 000 que compte la ville, vivent de l'industrie des cuirs et peaux. Mais la prospérité est parfois marquée par des conflits sociaux. Ainsi, la crise économique de 1929 a des répercussions à Millau avec la faillite de la banque Villa en 1934. La ville est paralysée par une grève générale de six mois pendant l'hiver 1934-1935, à la suite de la décision des patrons gantiers de baisser de 25 à 30 % les salaires des ouvriers. Les ouvriers cèdent finalement car la famine gagne peu à peu la ville.
L'industrie gantière commence à décliner dans les années 1960, et Millau devient une ville de services.
De nos jours, Millau conserve une activité de cuir et de peau, spécialisée dans le luxe, et les entreprises fabriquent plus de 800 000 gants par an, ce qui représente le tiers de la production française.
À la fin du XXe siècle, en 1999, une action militante, très médiatisée, des syndicats agricoles Confédération paysanne et Syndicat des producteurs de lait de brebis (SPLB), a fait parler de cette commune. Cette action fut organisée en réaction aux surtaxes douanières des États-Unis d'Amérique sur divers productions agricoles et transformations agroalimentaires françaises dont le fromage au lait cru de brebis de Roquefort-sur-Soulzon. Les États-Unis avait trouvé ce moyen de pression pour chercher à imposer aux Européens l'importation de viande de vache élevée aux hormones de croissance. Cette action fut menée à bien par un groupe de paysans militants avec, parmi eux, l'éleveur de brebis, député européen depuis 2009, José Bové sur le chantier d'assemblage d'une sandwicherie franchisée McDonald's.
Diverses manifestations liées aux poursuites judiciaires engagées contre les « démonteurs » du chantier ont suivi. Parmi ces manifestations, la plus notable est celle des 8, 9 et 10 août 2003 (appelé Larzac 2003). À l'initiative de la Confédération paysanne un rassemblement de centaines de milliers de personnes sympathisants de la cause altermondialiste sur le causse du Larzac mêlant débats, ateliers de travail et concerts.

### Liste des maires

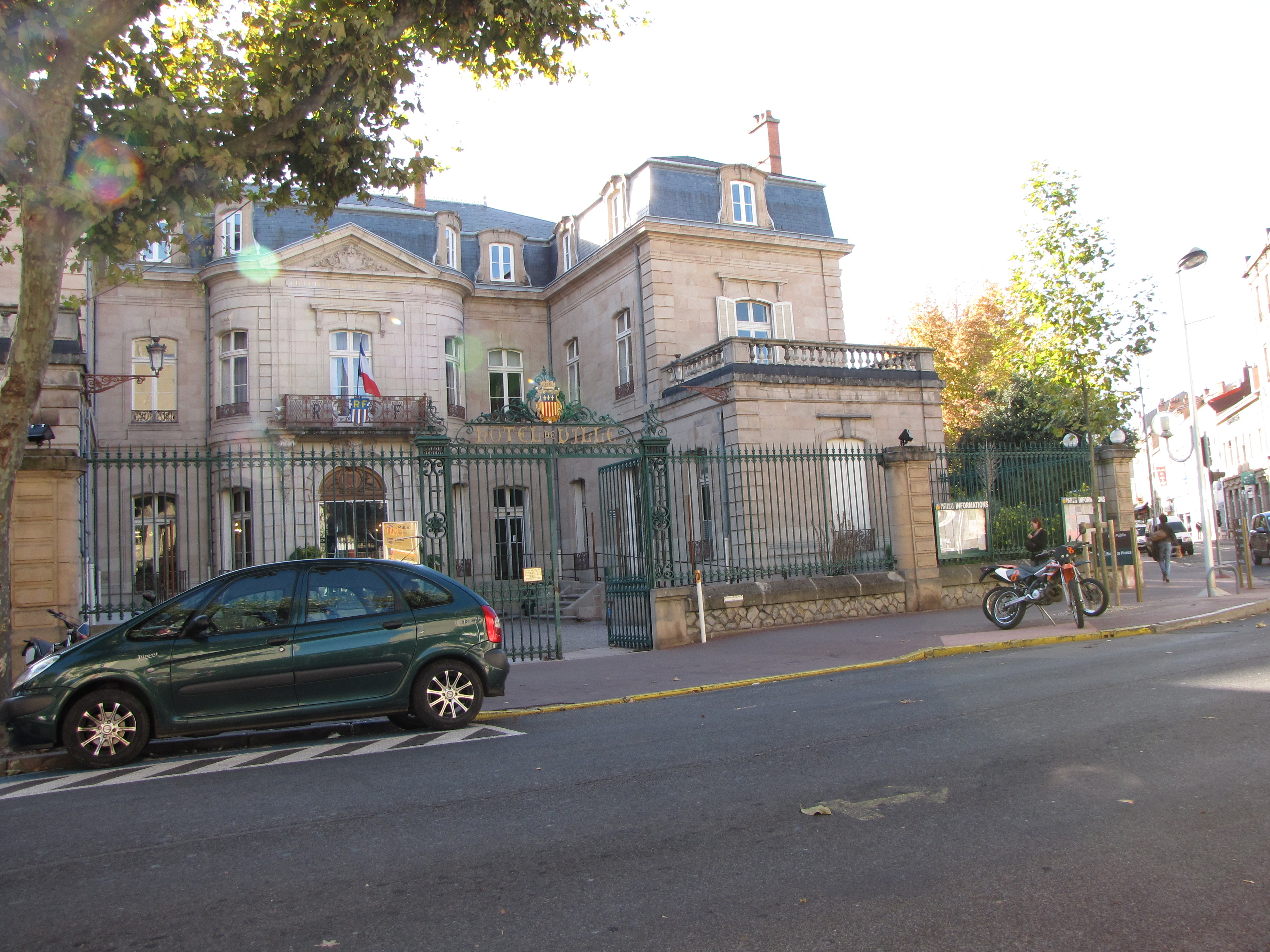
La mairie de Millau.

## Politique et administration

### Tendances politiques et résultats

#### Récapitulatif de résultats électoraux récents
| Scrutin             | 1er tour | 1er tour | 1er tour | 1er tour | 1er tour | 1er tour | 1er tour | 1er tour | 1er tour | 1er tour | 1er tour | 1er tour | 2d tour     | 2d tour     | 2d tour     | 2d tour     | 2d tour     | 2d tour     | 2d tour     | 2d tour     | 2d tour     |
| Scrutin             | 1er      | 1er      | %        | 2e       | 2e       | %        | 3e       | 3e       | %        | 4e       | 4e       | %        | 1er         | 1er         | %           | 2e          | 2e          | %           | 3e          | 3e          | %           |
| ------------------- | -------- | -------- | -------- | -------- | -------- | -------- | -------- | -------- | -------- | -------- | -------- | -------- | ----------- | ----------- | ----------- | ----------- | ----------- | ----------- | ----------- | ----------- | ----------- |
| Municipales 2014    |          | UMP      | 29,43    |          | PS       | 28,29    |          | UDI      | 27,74    |          | FG       | 8,09     |             | UMP         | 36,61       |             | PS          | 34,93       |             | UDI         | 28,45       |
| Européennes 2014    |          | EELV     | 23,86    |          | FN       | 20,59    |          | UMP      | 19,40    |          | PS       | 11,43    | Tour unique | Tour unique | Tour unique | Tour unique | Tour unique | Tour unique | Tour unique | Tour unique | Tour unique |
| Régionales 2015     |          | LR       | 28,01    |          | PS       | 25,49    |          | FN       | 23,53    |          | EELV     | 12,32    |             | PS-EELV     | 46,01       |             | LR          | 28,54       |             | FN          | 25,46       |
| Présidentielle 2017 |          | EM       | 25,83    |          | LR       | 20,78    |          | LFI      | 19,66    |          | FN       | 16,20    |             | LREM        | 72,81       |             | FN          | 27,19       | Pas de 3e   | Pas de 3e   | Pas de 3e   |
| Législatives 2017   |          | EM       | 34,98    |          | LR       | 28,71    |          | LFI      | 14,30    |          | FN       | 8,89     |             | LR          | 53,28       |             | LREM        | 46,72       | Pas de 3e   | Pas de 3e   | Pas de 3e   |
| Européennes 2019    |          | LREM     | 21,08    |          | RN       | 18,69    |          | EELV     | 16,97    |          | LR       | 7,65     | Tour unique | Tour unique | Tour unique | Tour unique | Tour unique | Tour unique | Tour unique | Tour unique | Tour unique |
| Municipales 2020    |          | UMP      | 34,59    |          | PS       | 33,77    |          | SE       | 16,93    |          | EXG      | 8,07     |             | PS          | 44,54       |             | UMP         | 43,98       |             | SE          | 11,47       |
| Régionales 2021     |          | UGE      | 46,17    |          | UD       | 20,45    |          | RN       | 12,97    |          | EELV     | 6,91     |             | PS-EELV     | 59,99       |             | UD          | 26,32       |             | RN          | 13,69       |
| Présidentielle 2022 |          | EM       | 25,61    |          | LFI      | 24,18    |          | RN       | 19,66    |          | REC      | 6,71     |             | LREM        | 61,05       |             | RN          | 38,95       | Pas de 3e   | Pas de 3e   | Pas de 3e   |
| Législatives 2022   |          | NUP      | 32,41    |          | LR       | 24,14    |          | ENS      | 20,54    |          | RN       | 12,81    |             | NUP         | 52,04       |             | ENS         | 47,96       | Pas de 3e   | Pas de 3e   | Pas de 3e   |
| Législatives 2024   |          | PS-NFP   | 35,60    |          | LR-RN    | 31,92    |          | RE       | 28,85    |          | DV. ECO  | 2,46     |             | RE          | 63,62       |             | LR-RN       | 36,38       | Pas de 3e   | Pas de 3e   | Pas de 3e   |

### Intercommunalité
La ville de Millau fait partie de la communauté de communes de Millau Grands Causses, créée le 22 juin 1989 sous la forme d'un district avec Aguessac, Compeyre, Creissels et Paulhe. Devenue communauté de communes en 2000, elle compte aujourd'hui 15 communes avec Comprégnac, Saint-Georges-de-Luzençon, La Roque-Sainte-Marguerite, Saint-André-de-Vézines, Mostuéjouls, Peyreleau, Rivière-sur-Tarn, Veyreau et Le Rozier (en Lozère).
Ses projets et réalisations :
- aménagement de l'espace : atelier relais Causse Gantier ;
- développement économique : l’immeuble TGM pépinière d’entreprises ;
- développement touristique : encouragement à l'installation de nombreux commerces de restauration rapide ;
- protection de l'environnement ;
- aménagement de l'environnement : travaux d’aménagements des berges des rivières Tarn et Dourbie (recalibrage des cours d'eau, stabilisation maçonnée des berges, curage des lits de rivière). Puissant éclairage permanent des falaises environnantes ;
- politique du logement et du cadre de vie : canisite (petit lieu dévolu aux déjections des chiens) ;
- voirie, transport et sécurité : mise en place d'une police municipale. Réalisation de nombreux giratoires.

### Jumelages
| Sagonte Bridlington Bad Salzuflen Mealhada |

| Louga |

## Population et société

### Démographie
L'évolution du nombre d'habitants est connue à travers les recensements de la population effectués dans la commune depuis 1793. Pour les communes de plus de 10 000 habitants les recensements ont lieu chaque année à la suite d'une enquête par sondage auprès d'un échantillon d'adresses représentant 8 % de leurs logements, contrairement aux autres communes qui ont un recensement réel tous les cinq ans,.

En 2022, la commune comptait 21 859 habitants, en évolution de −1,54 % par rapport à 2016 (Aveyron : +0,37 %, France hors Mayotte : +2,11 %).
| 1793  | 1800  | 1806  | 1821  | 1831  | 1836   | 1841  | 1846  | 1851   |
| ----- | ----- | ----- | ----- | ----- | ------ | ----- | ----- | ------ |
| 6 070 | 6 077 | 6 523 | 8 070 | 9 806 | 10 450 | 9 014 | 9 556 | 10 041 |

| 1856   | 1861   | 1866   | 1872   | 1876   | 1881   | 1886   | 1891   | 1896   |
| ------ | ------ | ------ | ------ | ------ | ------ | ------ | ------ | ------ |
| 10 150 | 12 636 | 13 663 | 15 095 | 15 695 | 16 628 | 16 139 | 17 429 | 18 754 |

| 1901   | 1906   | 1911   | 1921   | 1926   | 1931   | 1936   | 1946   | 1954   |
| ------ | ------ | ------ | ------ | ------ | ------ | ------ | ------ | ------ |
| 18 701 | 18 482 | 17 673 | 15 528 | 15 936 | 16 190 | 16 437 | 17 678 | 19 209 |

| 1962   | 1968   | 1975   | 1982   | 1990   | 1999   | 2006   | 2011   | 2016   |
| ------ | ------ | ------ | ------ | ------ | ------ | ------ | ------ | ------ |
| 21 229 | 22 595 | 21 907 | 21 695 | 21 788 | 21 339 | 22 133 | 21 626 | 22 200 |

| 2021   | 2022   | - | - | - | - | - | - | - |
| ------ | ------ | - | - | - | - | - | - | - |
| 21 712 | 21 859 | - | - | - | - | - | - | - |

| selon la population municipale des années : | 1968 | 1975 | 1982 | 1990 | 1999 | 2006 | 2009 | 2013 |
| Rang de la commune dans le département      | 2    | 2    | 2    | 2    | 2    | 2    | 2    | 2    |
| Nombre de communes du département           | 306  | 303  | 304  | 304  | 304  | 304  | 304  | 304  |

En 1986, Pierre Bérubé, auteur québécois, chargé de mission par le gouvernement du Québec (et en rédaction de thèse doctorale à l'Académie de droit, d'économie et des sciences d'Aix-Marseille III - Paul-Cézanne), et ayant également ses assises à l'hôtel de ville de Millau dès lors, a publié sa recherche doctorale citée ci-bas dans "Bibliographie - Études universitaires". Ses études démographiques et ses recherches (sociologiques et statistiques entre autres) concernant particulièrement le Millavois et le Sud-Aveyron ont fait l'objet de publications et commentaires dans plusieurs journaux tant en France qu'au Québec. En 1990, Le Conseil des affaires sociales (gouvernement du Québec) lançait son "Rapport sur le développement" intitulé "Agir ensemble" dont le chapitre 5 expose l'étude comparative (et ses conclusions) sur les réalités organisationnelles et les donnés dudit auteur relativement au Sud-Aveyron et le Témiscouata (Québec). Les titres des publications françaises sont présentés ci-bas en bibliographie,,,,,,,,.

### Enseignement
La ville de Millau relève de l'Académie de Toulouse.
- Enseignement public : collège Marcel-Aymard, lycées général, technologique et professionnel Jean-Vigo.
- Enseignement privé : collège et lycée Jeanne-d’Arc.
- Enseignement professionnel : 2ISA (Institut Informatique Sud Aveyron).
- Enseignement supérieur : Institut de formation en soins infirmiers (IFSI), BTS tertiaire au lycée Jean-Vigo, Millau enseignement supérieur du Conservatoire national des arts et métiers, Institut universitaire de technologie en information-communication (IUT Info-Com).

### Manifestations culturelles et festivités
- « Millau en Jazz » se déroule au mois de juillet depuis 1992. C'est un festival entièrement associatif qui a l'ambition d'offrir un programme haut de gamme invitant à la découverte de nouveaux horizons musicaux.
- Bourse internationale des minéraux et fossiles, organisée en juillet. Depuis 1973, le club de géologie de Millau organise une manifestation internationale de minéraux et fossiles qui accueille des exposants venus de tous les continents. Sa renommée dépasse aujourd'hui nos frontières et cette bourse d'échanges de minéraux est considérée comme l'une des plus importantes en Europe avec plus de 300 amateurs[70].

### Sports
Le sport loisir familier de Millau est le quilles de huit. Le quillodrome de Millau accueille les événements liés à cette pratique.
La commune de Millau est un lieu privilégié pour la pratique des activités sportives de pleine nature : dans l'eau, en l'air, sous terre ou encore sur la roche.
Durant toute l'année, de nombreuses manifestations sont organisées :
- les 100 km de Millau (course à pied). Elle a lieu tous les derniers samedis du mois de septembre. Depuis 1972, les 100 km de Millau attirent près de 1 500 concurrents. Une première boucle qui correspond à un marathon, ensuite un aller-retour entre la commune de Millau et celle de Saint-Affrique ;
- le festival des Templiers, communément appelé course des Templiers, créée en 1995 à Nant et exportée récemment, depuis 2010, sur le territoire de la commune de Millau, est une course nature réunissant chaque année les meilleurs coureurs mondiaux de la discipline[71]. Elle compte près de 7 500 participants chaque année ;
- Natural Games, en juin : évènement maintenant phare qui met à l'honneur les sports d'extérieur. Ce festival tourne autour de cinq disciplines : l'escalade, le vélo tout terrain, le canoë-kayak, le parapente et le slackline. Cette manifestation accueille une bonne partie de l'élite mondiale des sports extrêmes mais elle offre aussi l'occasion au grand public de s'initier à ces différents sports loisirs ;
- la Caussenarde : randonnée de VTT (fin mai, début juin) : cinq circuits (de 25 à 105 km) et un parcours pédestre de 15 km sont proposés aux sportifs afin de découvrir les chemins du Larzac et du causse Noir ;
- le Rallye des cardabelles : championnat de France des rallyes sur terre ;
- Mondial de pétanque, au mois d'août. Depuis 1982 le mondial de Millau attire des milliers de pétanqueurs du monde entier. Organisé autour du 15 août, le mondial de Millau est la volonté de Damien Mas, qui a imaginé cette compétition dans le parc de la Victoire. Millau est devenu aujourd'hui un lieu de pèlerinage pour tous les amoureux de la pétanque mais aussi des plus grands champions.[réf. nécessaire] Le mondial attire entre 20 000 et 30 000 joueurs et spectateurs et génère une retombée économique de 2,5 millions d'euros ;
- National d'hiver de pétanque ;
- le mondial de Millau, tout comme le national d'hiver, auront vécu leurs dernières éditions en 2015, les organisateurs ne pouvant plus se plier aux exigences toujours plus grandes de la sous-préfecture.

La commune offre aux sportifs des structures et terrains aménagés de qualité, qui ont permis d'accueillir d'importantes manifestations sportives :
- championnats de France de natation ;
- championnats de France junior d'escalade ;
- championnat de France de deltaplane ;
- commune étape du Tour de France.

#### Clubs sportifs
- Kayak Club Millau.
- Le SOM Handball.
- Le SOM Natation.
- Le SOM Basket.
- Le SOM Football : stade olympique millavois football.
- Le SOM Rugby : stade olympique millavois rugby Aveyron.
- Le SOM Taekwondo.
- Le SOM Aïkido.
- Le SOM Tennis.
- Le CSO Cyclisme.
- Sport Quilles de Millau (quilles de huit).
- L'Association sportive des Grands Causses (ASGC).
- Centre équestre du country club.
- Le SOM Judo.

### Médias
- Le Journal de Millau : hebdomadaire d'informations du pays.
- Midi libre : journal quotidien régional français.
- Millavois.com : site d'actualité en ligne gratuit.
- Radio Larzac : radio associative rurale locale (87,8 MHz).

La ville de Millau accueille aussi une maison d'édition : les Éditions du Beffroi. Éditeur d'Édouard-Alfred Martel en 1936, cette maison a pour ambition de soutenir la culture régionale ; attachée aux racines de l'Occitanie, elle a publié de nombreuses rééditions de textes fondamentaux et d'ouvrages-clés régionaux tels que Les Causses majeurs d'Édouard-Alfred Martel, Les Rutènes d'Alexandre Albenque et Histoire de la Bûche de Jean-Henri Fabre.

## Économie
|                       | Agriculture | Industrie | Tertiaire | Construction |
| --------------------- | ----------- | --------- | --------- | ------------ |
| Millau                | 2,6 %       | 6,1 %     | 65,8 %    | 8,2 %        |
| France métropolitaine | 11,3 %      | 5,7 %     | 59,6 %    | 9,5 %        |

|                       | Taux de chômage |
| --------------------- | --------------- |
| Millau                | 12,1 %          |
| Midi-Pyrénées         | 9,3 %           |
| France métropolitaine | 9,7 %           |

La ville est le siège de la Chambre de commerce et d'industrie de Millau Sud-Aveyron. La commune gère l’aérodrome de Millau-Larzac.
Après avoir été reconnue pendant plus d'un siècle comme « capitale du cuir et de la ganterie », Millau reste réputée pour son activité de mégisserie (gants de cuir) dont la maison Fabre et surtout le Gantier Causse, qui fournit des grandes marques de l'industrie du luxe comme Hermès, Chanel ou Louis Vuitton, sont les représentants les plus illustres. Elle obtient le label Ville et Métiers d'Art en 2000.
La production agricole, dont le fromage au lait cru de brebis de Roquefort, est essentielle à l'activité économique de la région : les exploitations agricoles sont nombreuses sur cette commune et leurs activités modèlent fortement le paysage. Elles sont au nombre de 43.

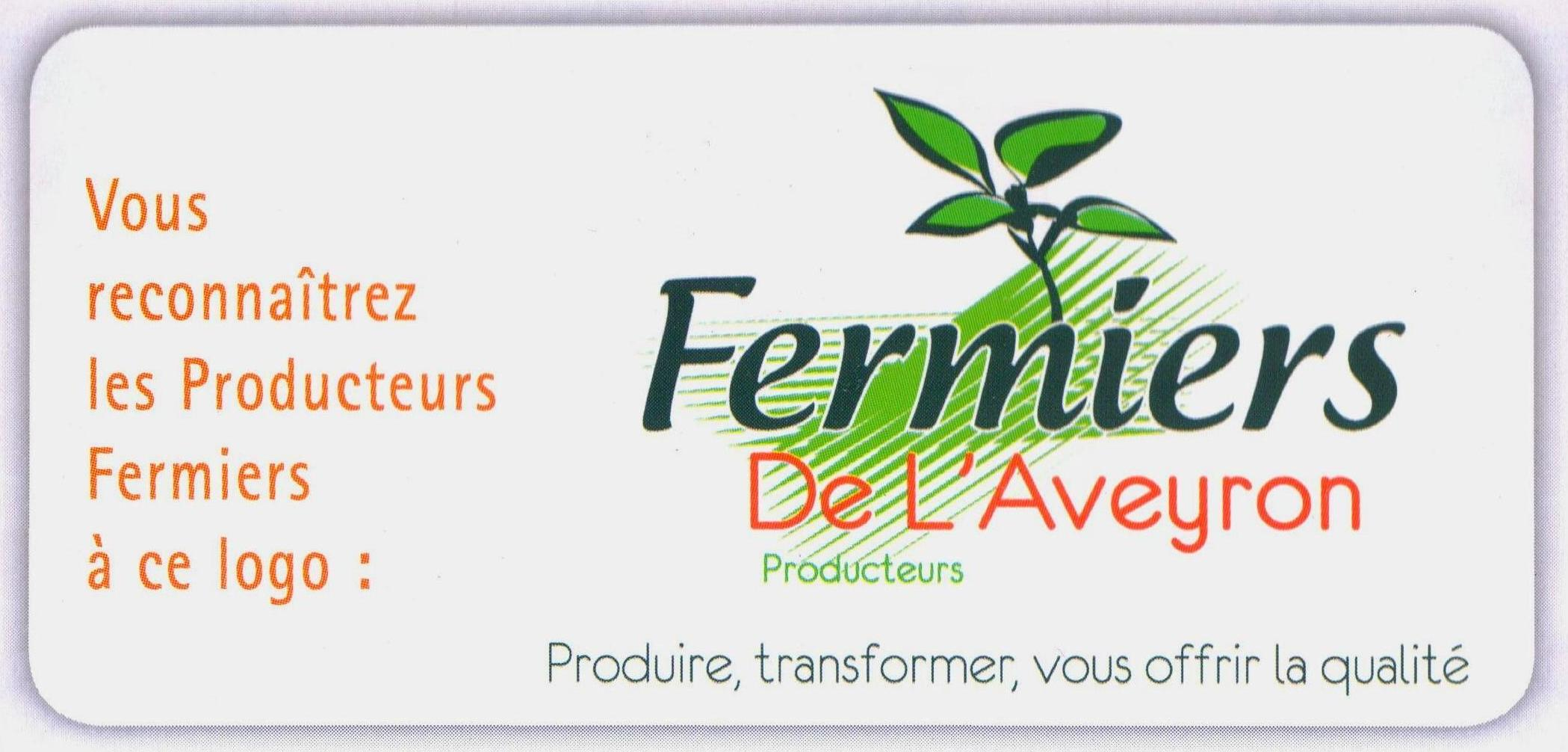
Logotype de l'association d'agriculteurs Fermiers de l'Aveyron.

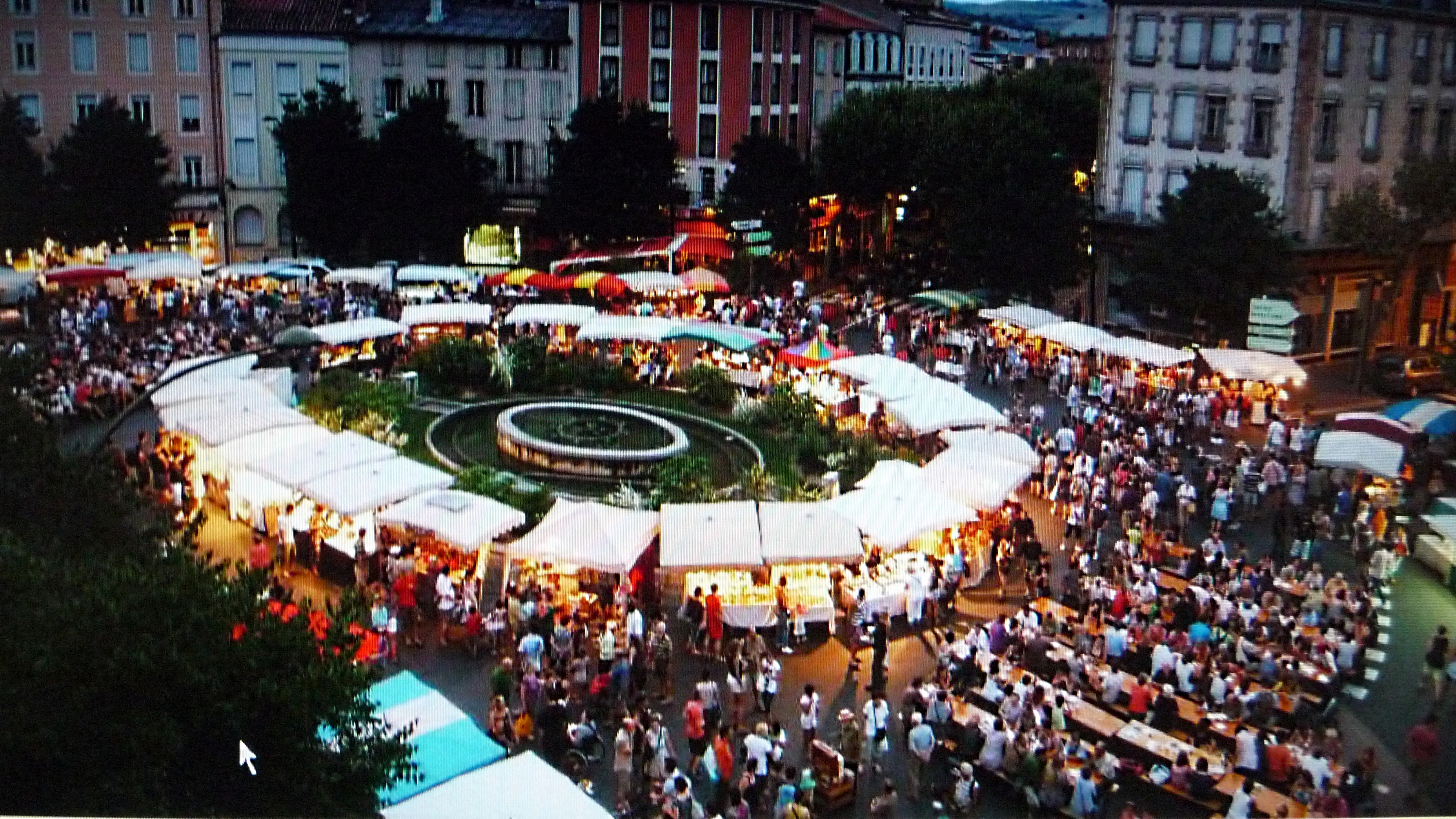
Marché nocturne des producteurs Fermiers de l'Aveyron sur la place du Mandarous.

Depuis 1993, une succession de quatre marchés nocturnes importants, organisés par des agriculteurs-producteurs associés au sein de Fermiers de l'Aveyron, se tiennent le soir courant juillet-août sur la place du Mandarous, la place principale du centre-ville. Des produits agricoles vivriers, préparés ou non, sont proposés pour la consommation sur place sous forme de grandes tablées animées.
Depuis la même époque, en novembre, la foire d'automne aux produits fermiers est organisée par le même groupement d'agriculteurs et se déroule pendant deux journées au parc de la Victoire à Millau.
Depuis 2012, également, des commerçants revendeurs de produits alimentaires animent de petites manifestations baptisées "La Bodega", des commerçants liées à leurs activités et se déroulant place des Consuls ou autour des halles.
Depuis fin 2015, l'espace commercial Capelle-Guibert de 11 000 m2 a ouvert non loin du centre-ville. Celui-ci est composé de 35 boutiques et s'inscrit dans un vaste projet de modification de la place de La Capelle qui était bordée par une usine de cuir désaffectée. Dans le cadre de ce projet, un pôle d'enseignement supérieur a été construit et une médiathèque y est ouverte depuis mars 2017.

## Tourisme
Parmi les sites de tourisme proches de la ville, le vélorail du Larzac, sur une ancienne ligne de chemin de fer reliant Tournemire (Aveyron) à Le Vigan (Gard).
La ville est desservie par la ligne SNCF de Béziers à Neussargues, par la Gare de Millau.

## Culture locale et patrimoine

### Cultes

#### Catholique
- Église Notre-Dame de l'Espinasse, place du Maréchal Foch, classée auprès des monuments historiques dès 1945[75].
- Église du Sacré-Cœur, rue du Sacré-Cœur. Inscrit à l'Inventaire général Région Occitanie[76].
- Église Saint-François d'Assise, boulevard de l'Ayrolle. Inscrit à l'Inventaire général Région Occitanie[77].
- Église Saint-Martin, place Emma Calvé.
- Église Notre-Dame-de-la-Salvage de La Salvage.
- Église Saint-Germain de Saint-Germain.
- Chapelle Saint-Germain (Ancienne église) de Saint-Germain.
- Église Saint-Pierre de Brocuéjouls. Inscrit à l'Inventaire général Région Occitanie[78].
- Église Saint-Martin de Saint-Martin-du-Larzac. Inscrit à l'Inventaire général Région Occitanie[79].
- Église Saint-Pierre-ès-Liens de le Monna.
- Chapelle des Clarisses, rue Sainte-Claire.
- Chapelle Notre-Dame-de-la-Salette de Cureplat, avenue de l'Aigoual de Cureplat.
- Chapelle Saint-Thomas de la Maladrerie.
- Chapelle de la Blaquière. Inscrit à l'Inventaire général Région Occitanie[80].
- Chapelle de Potensac.
- Chapelle de la salle René Rieux, rue Paul Bonhomme (ancienne chapelle de l'institution Sainte-Marie de Millau).
- Chapelle du collège lycée Jeanne d'Arc, boulevard de l'Ayrolle.
- Chapelle de l'école Marguerite Marie, rue de la Fraternité.
- Chapelle Saint-Michel de Millau.

#### Protestant et évangélique
- Temple protestant de Millau, rue des Jacobins.
- Église protestante, avenue de l'Aigoual.

#### Témoins de Jéhovah
- Salle du royaume, avenue Edouard Alfred Martel.

### Lieux et monuments
Onze édifices classés monuments historiques se trouvent sur la commune de Millau.

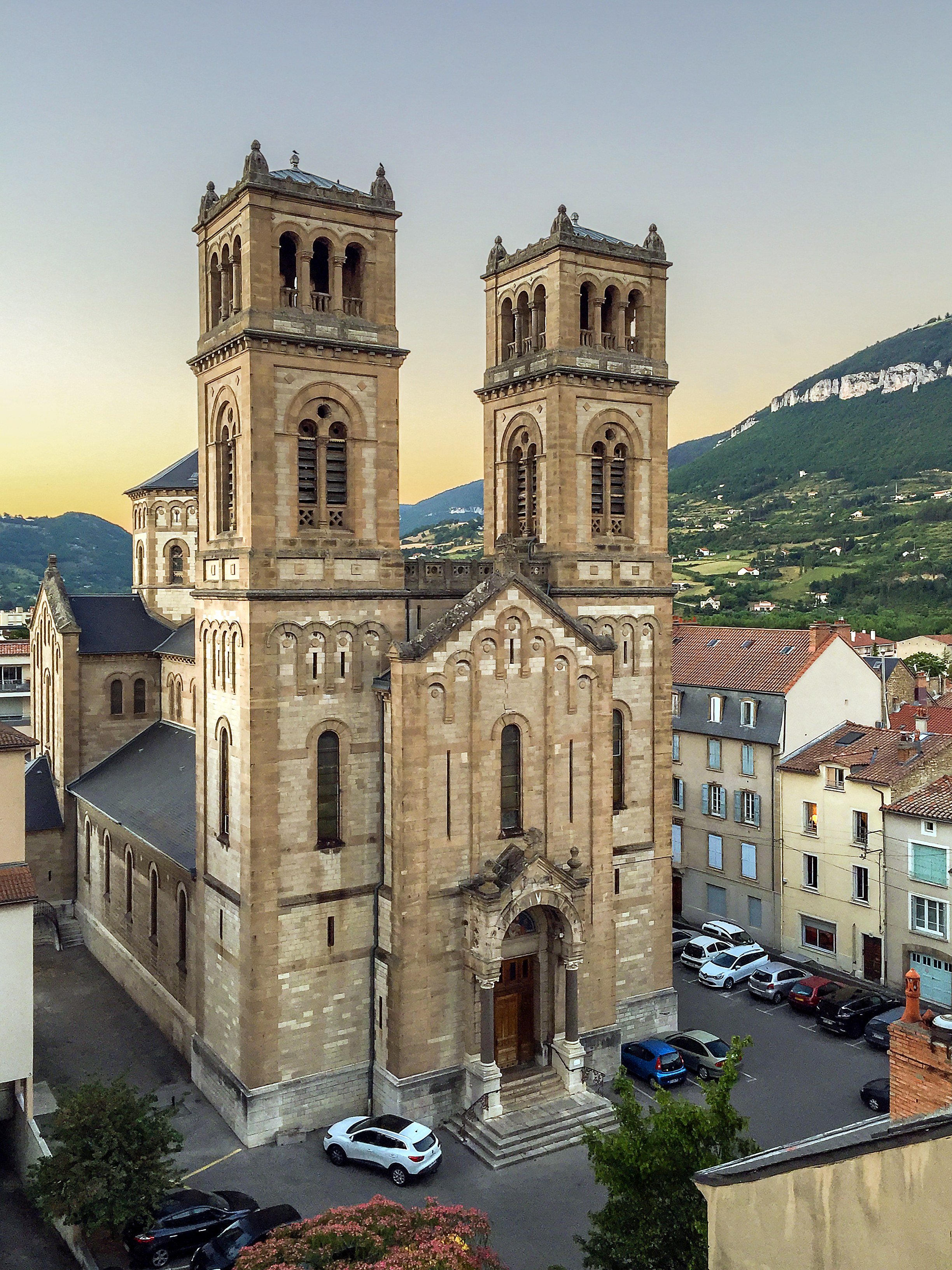
L'église du Sacré-Cœur.
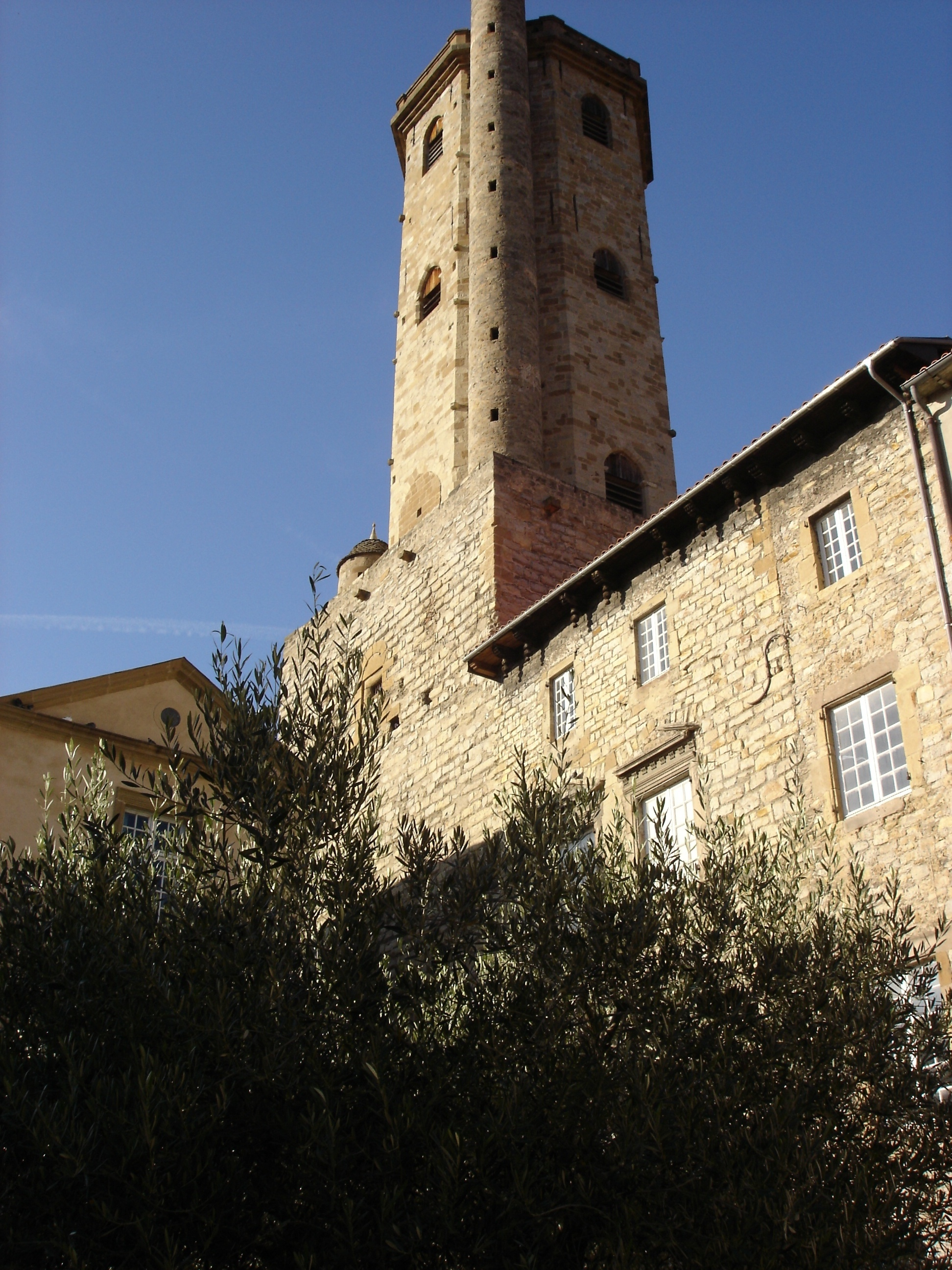
Le beffroi.
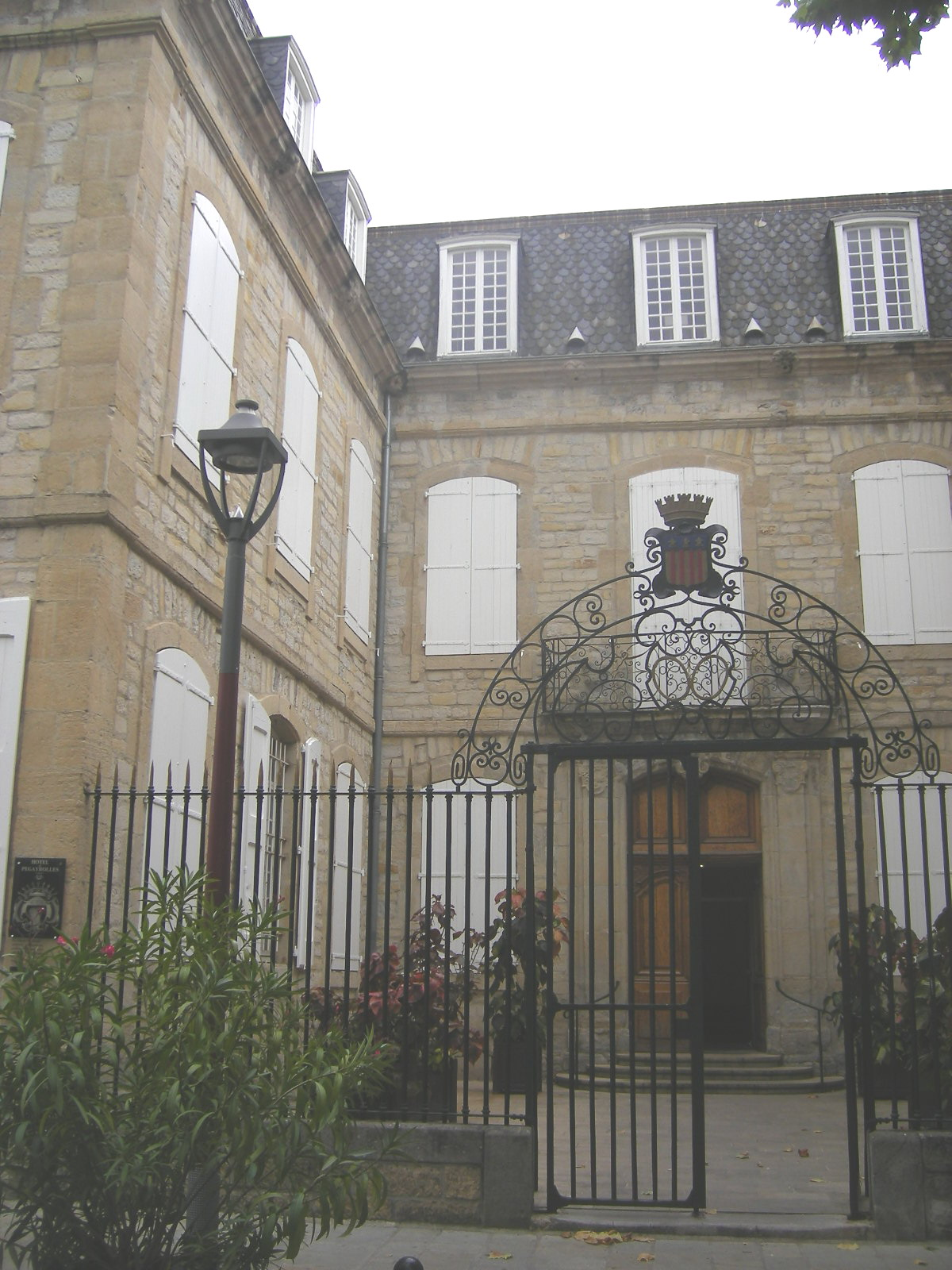
Le musée de Millau et des Grands Causses.
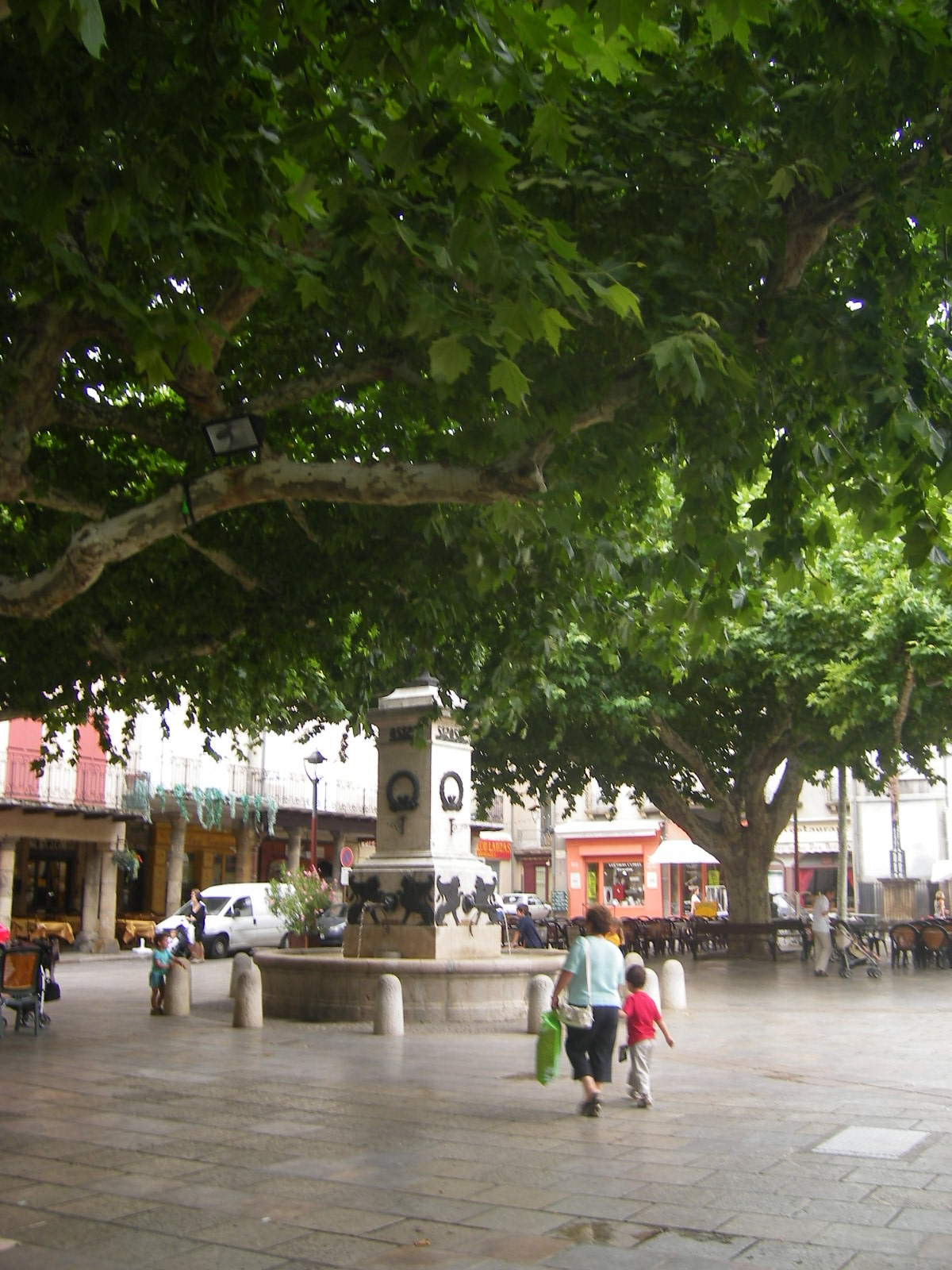
La place du Maréchal-Foch.
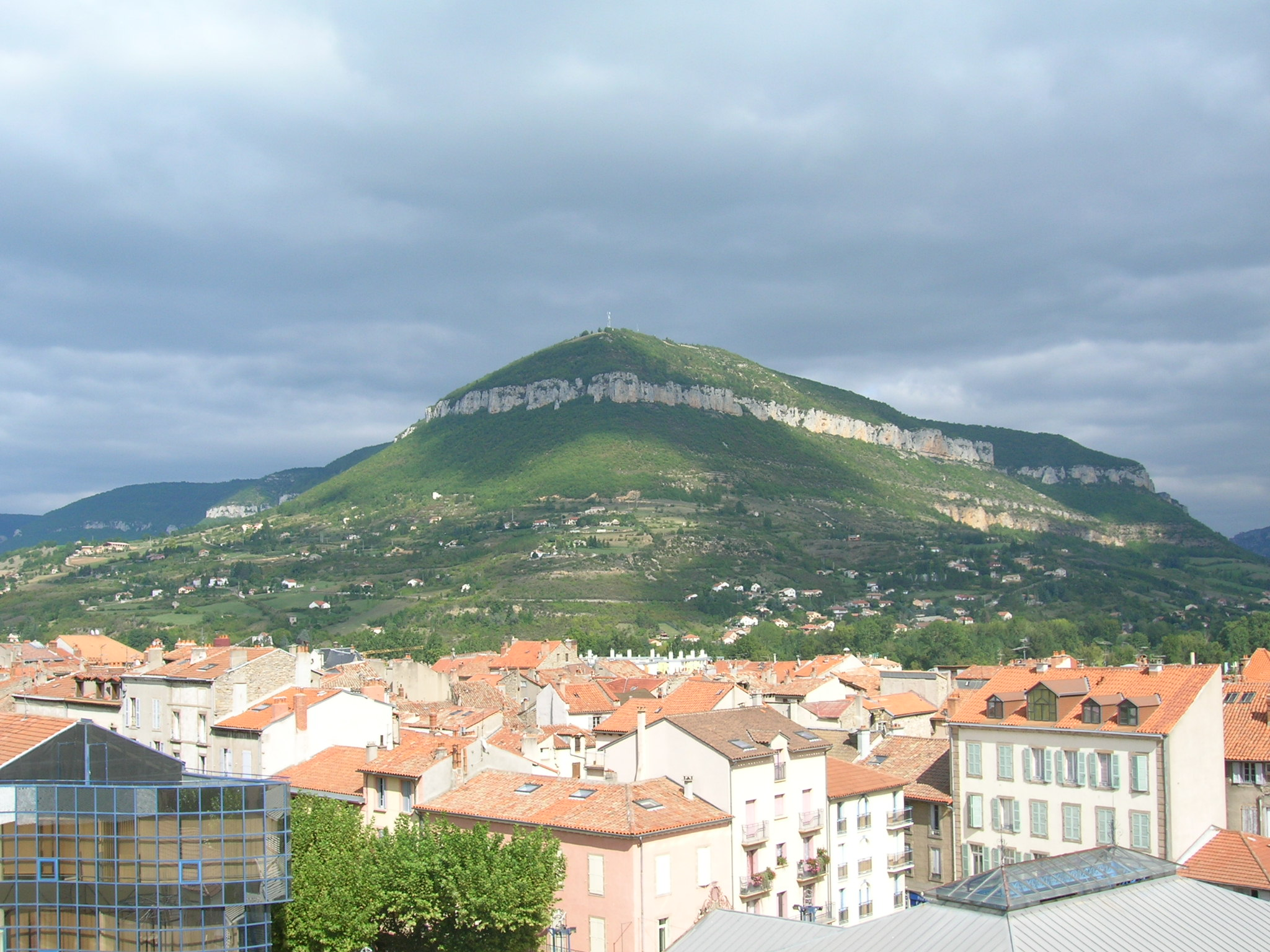
La Puncho d'Agast et les toits de la ville.
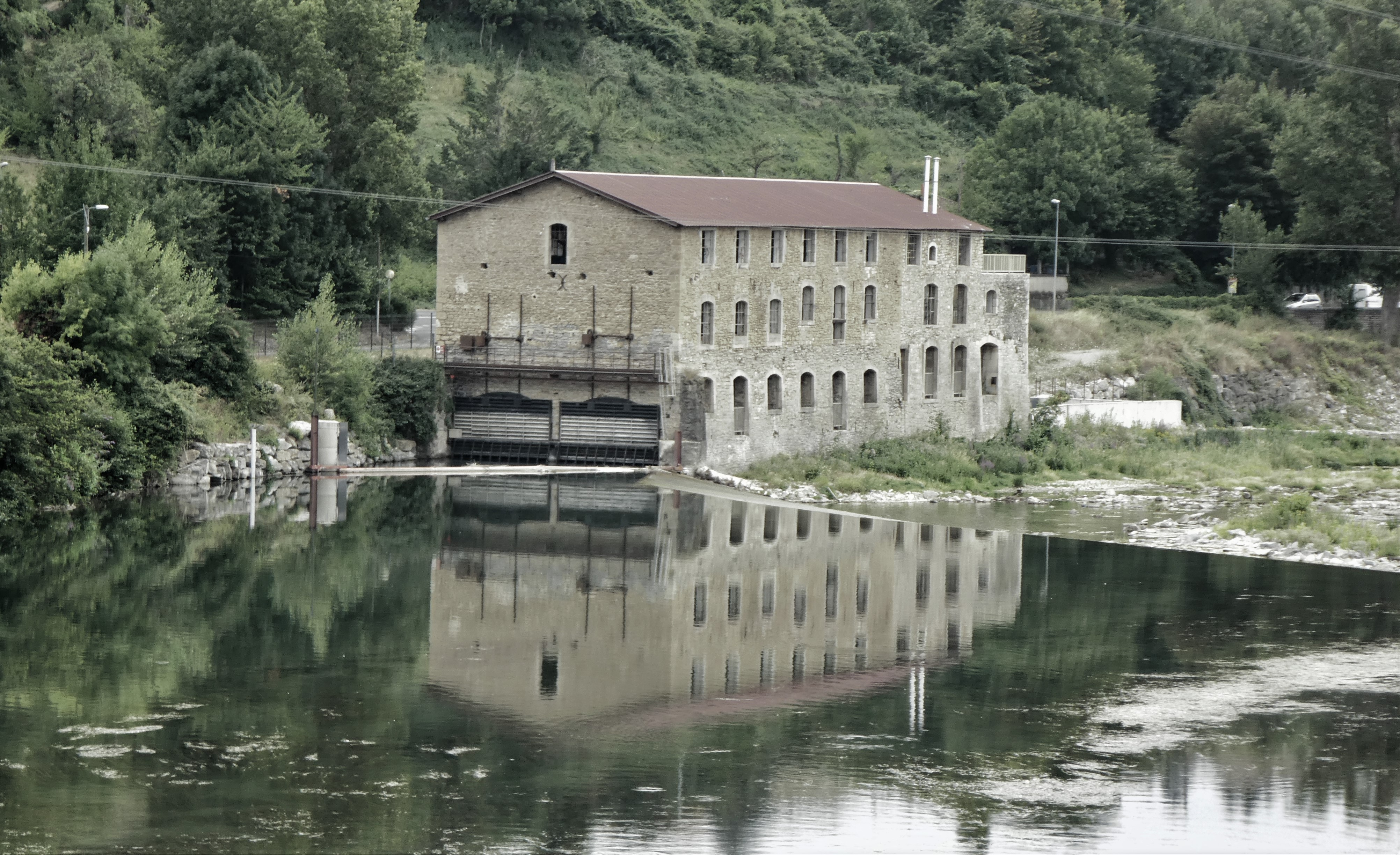
La centrale hydroélectrique de la Glacière.

#### La Graufesenque
Le site archéologique de La Graufesenque, à 2 km de Millau, est un vestige de la cité gallo-romaine de Condatomagus qui était un grand centre de production de céramique à l'époque gallo-romaine.

#### Église Notre-Dame de l'Espinasse
L'église Notre-Dame de l'Espinasse date du XIIe siècle. Elle doit son nom à une relique de la couronne d'épines du Christ conservée jadis dans son trésor. Détruite au XVIe siècle, elle fut reconstruite un siècle plus tard grâce au prélèvement d'un droit de péage sur le Tarn. Son clocher est de style toulousain.

#### Église du Sacré-Cœur
L'église du Sacré-Cœur — la plus grande église de la ville — date du XIXe siècle, de style néo-byzantin. L'église est dotée d'un carillon de 21 cloches. L'église a été construite par l'architecte Henri Pons en 1887-1892,.

#### Beffroi
Le beffroi de Millau est composé de deux parties correspondant à deux époques différentes. La Tour carrée fut construite au XIIe siècle à l'emplacement du château primitif des comtes de Millau. Il assurait la sécurité de l'enceinte fortifiée dans son angle sud-ouest. Au début du XVIIe siècle les consuls de Millau firent construire au-dessus la tour octogonale. La Tour carrée servira de prison du XVIIe au XIXe siècle et notamment pendant la période révolutionnaire. L'édifice est aujourd'hui privé de sa flèche, incendiée par la foudre le 29 juillet 1811. Après avoir monté les 210 marches, on dispose d'une vue à 360°.

#### Musée de Millau et des Grands Causses
Le musée de Millau et des Grands Causses est installé dans l'hôtel de Pégayrolles, construit en 1778 et qui faisait office d'hôtel de ville au début du XXe siècle. Il possède une riche collection de céramique sigillée de l'époque gallo-romaine ainsi que des collections de mégisserie et de ganterie retraçant l'histoire du gant. Une salle est consacrée à la cantatrice Emma Calvé.

#### Hôtels particuliers
- L'hôtel de Sambucy de Sorgues, appelé aussi château de Sambucy, a été construit entre 1672 et 1674 pour Jacques Duschene, conseiller du roi, maître particulier des eaux et forêts du Rouergue et receveur des tailles de l'élection de Millau. Devient par mariage la demeure de Marc-Antoine de Sambucy, capitoul de Toulouse en 1745.
- L'hôtel de Sambucy de Miers a été acquis au XVIIe siècle par Antoine de Sambucy.

#### Autres lieux remarquables

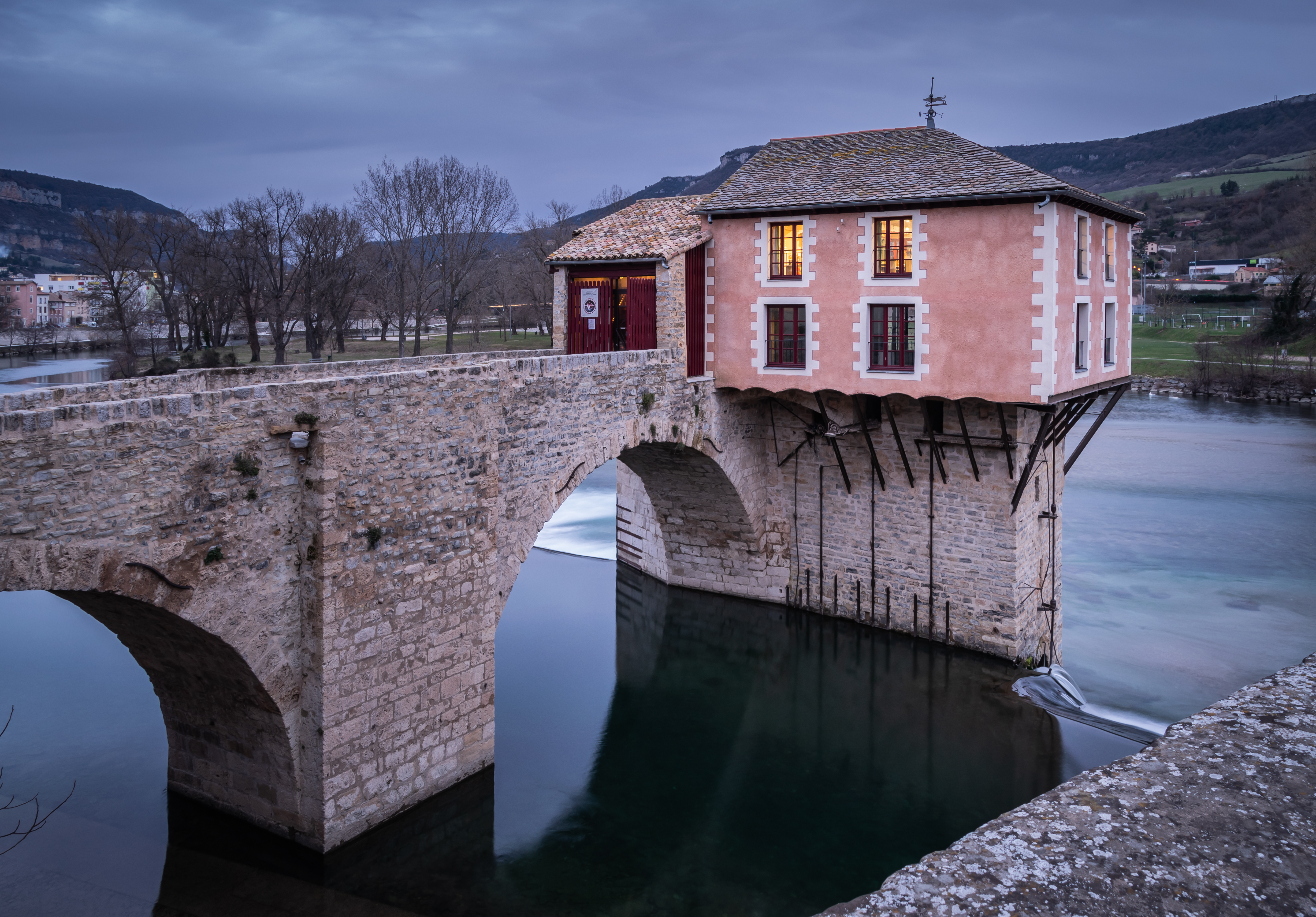
Le Pont Vieux et son moulin.

- Le Pont Vieux et son moulin.Le pont Vieux franchit le Tarn et sur sa deuxième pile a été bâti un moulin.
- Le lavoir de l'Ayrolle a été construit en 1749 ; sa toiture semble s'être effondrée en 1773.
- La halle, édifiée en 1899, est une construction métallique de la Belle Époque.
- La rue Droite : ancienne voie romaine.
- La place du Maréchal-Foch est la partie du vieux Millau. Elle comporte des arcades du Moyen Âge.
- Les 7 Portes de Millau sont d'anciennes portes fortifiées de la ville.

#### Lieux touristiques autour de la commune
- La Puncho d'Agast, qui permet aussi d'observer la commune, sa ville et le viaduc.
- Le pas Destrech, qui domine également la commune.
- La via ferrata, du Boffi.
- Le chaos de Montpellier-le-Vieux.
- L'abbaye de Sylvanès.
- Le prieuré de Comberoumal.
- Les caves d'affinage sur la commune de Roquefort-sur-Soulzon.
- Les châteaux médiévaux de Peyrelade et de Saint-Beauzély.
- Les cités templières et hospitalières du Larzac : La Couvertoirade, La Cavalerie, Sainte-Eulalie-de-Cernon.
- Les bourgs médiévaux et le village de Peyre 10e village aveyronnais dans le classement d'une association loi de 1901 « Les Plus Beaux Villages de France » (vallée du Tarn).
- Les villages de Saint-Véran, de Cantobre (vallée de la Dourbie).
- La vallée de la Muse.
- Castelnau-Pégayrols.
- Saint-Beauzély.
- Montjaux.
- Le viaduc de Millau construit en 2004.

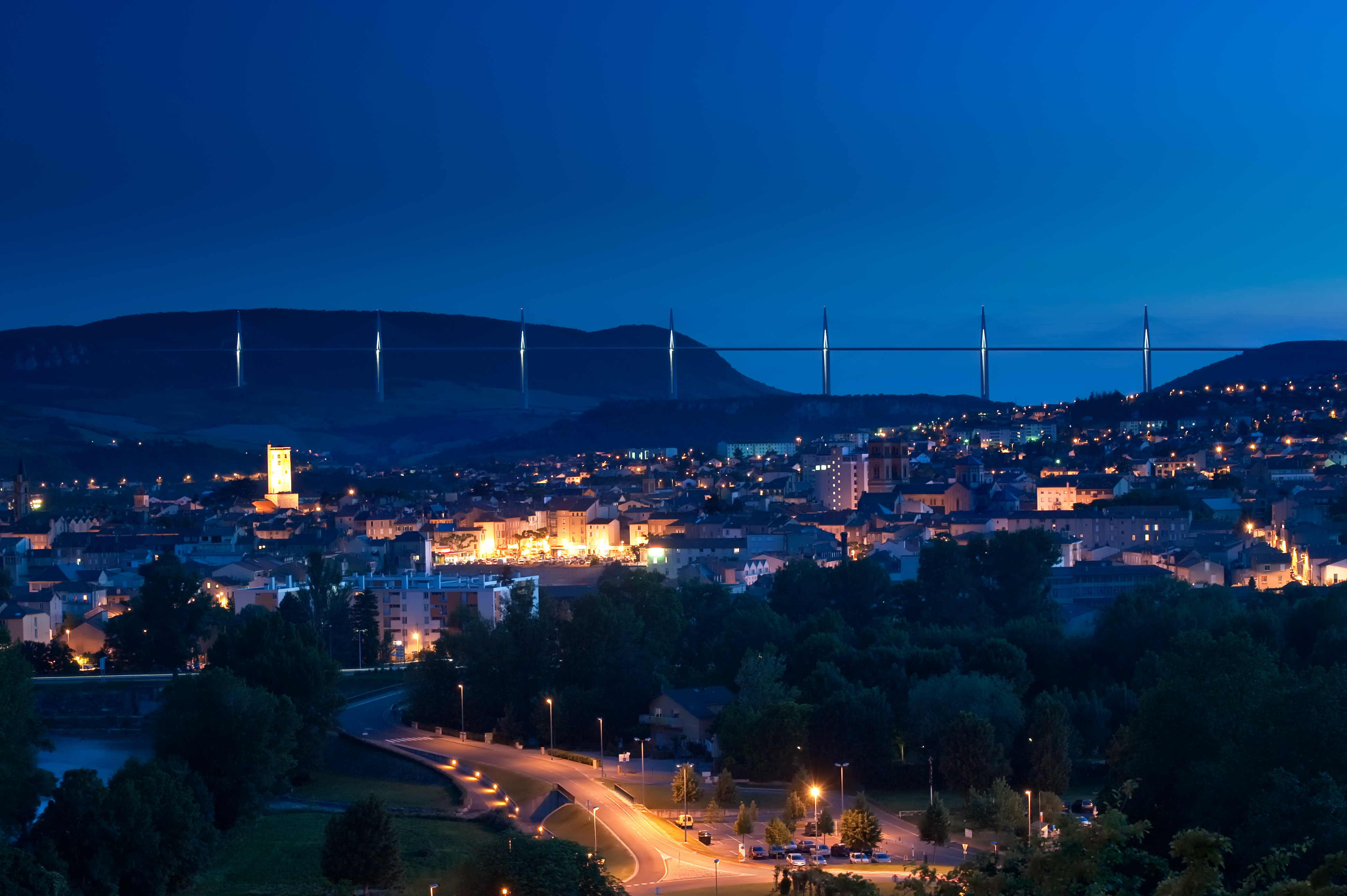
Millau de nuit.
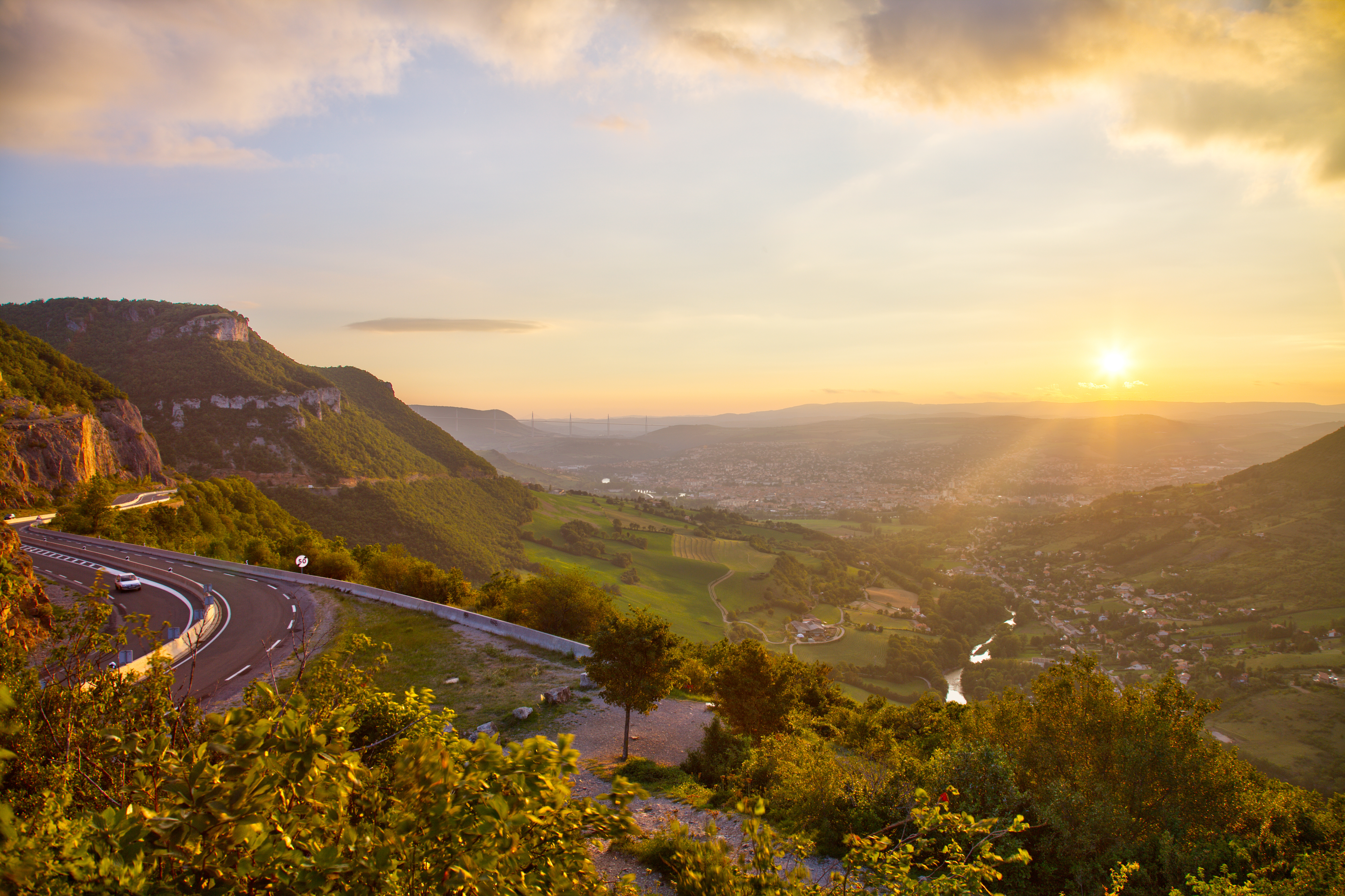
Coucher de soleil depuis la côte de la Cavalerie.
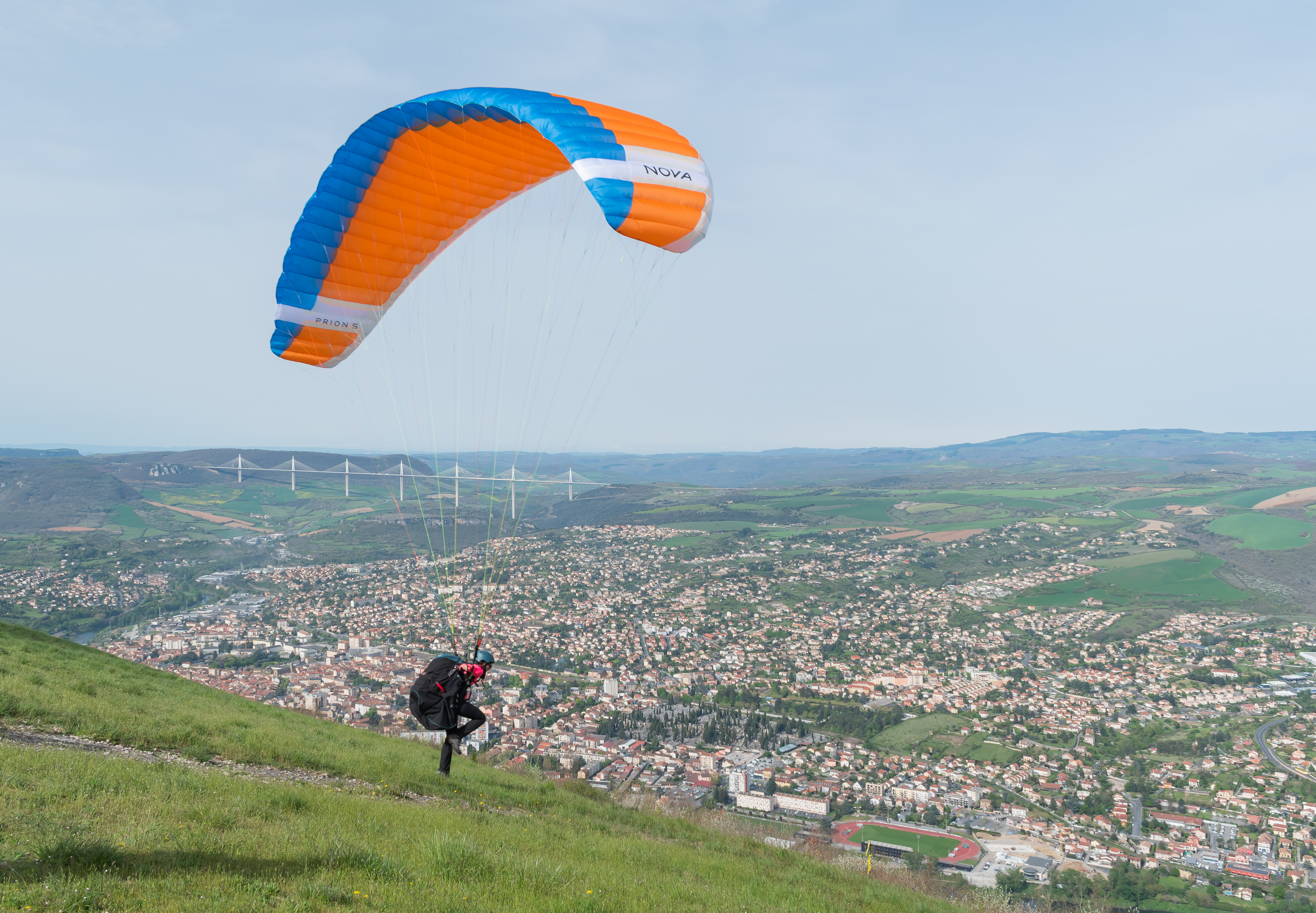
Parapentiste décollant de la Puncho d'Agast.

### Espaces verts
La commune s'est vu attribuer trois « fleurs » par le Conseil national des villes et villages fleuris de France au concours des villes et villages fleuris.
Situé dans le parc de la Victoire, le jardin des Causses, créé en 1996, est un jardin botanique de 6 000 m2 qui rassemble
la flore des Grands Causses avec 130 espèces indigènes.

### Langues

Blason del Roergue.

La langue du pays est le sous-dialecte rouergat. C'est une variante du dialecte languedocien qui est lui-même une déclinaison de la langue occitane.
Quelques mots communément utilisés :
- bartás : buisson ;brousailles, roncier ;
- clapás : tas de d'épierrement des champs retournés par les paysans ;
- jássa : bergerie ; (prononcez « jasse ») ;
- estápla: étable ;
- cabord : fou, falourdeur (initialement quand les vaches, les brebis sont importunées par les mouches innombrables) ; (prononcez cabour ; le "o " occitan se prononçant " ou ") ;
- pecaìre ! : hélas! (sentiment de compassion) ;
- quichar : presser, serrer ;

Dans le vieux Millau, des plaques avec les anciens noms de rues en occitan sont placées en dessous des noms actuels.

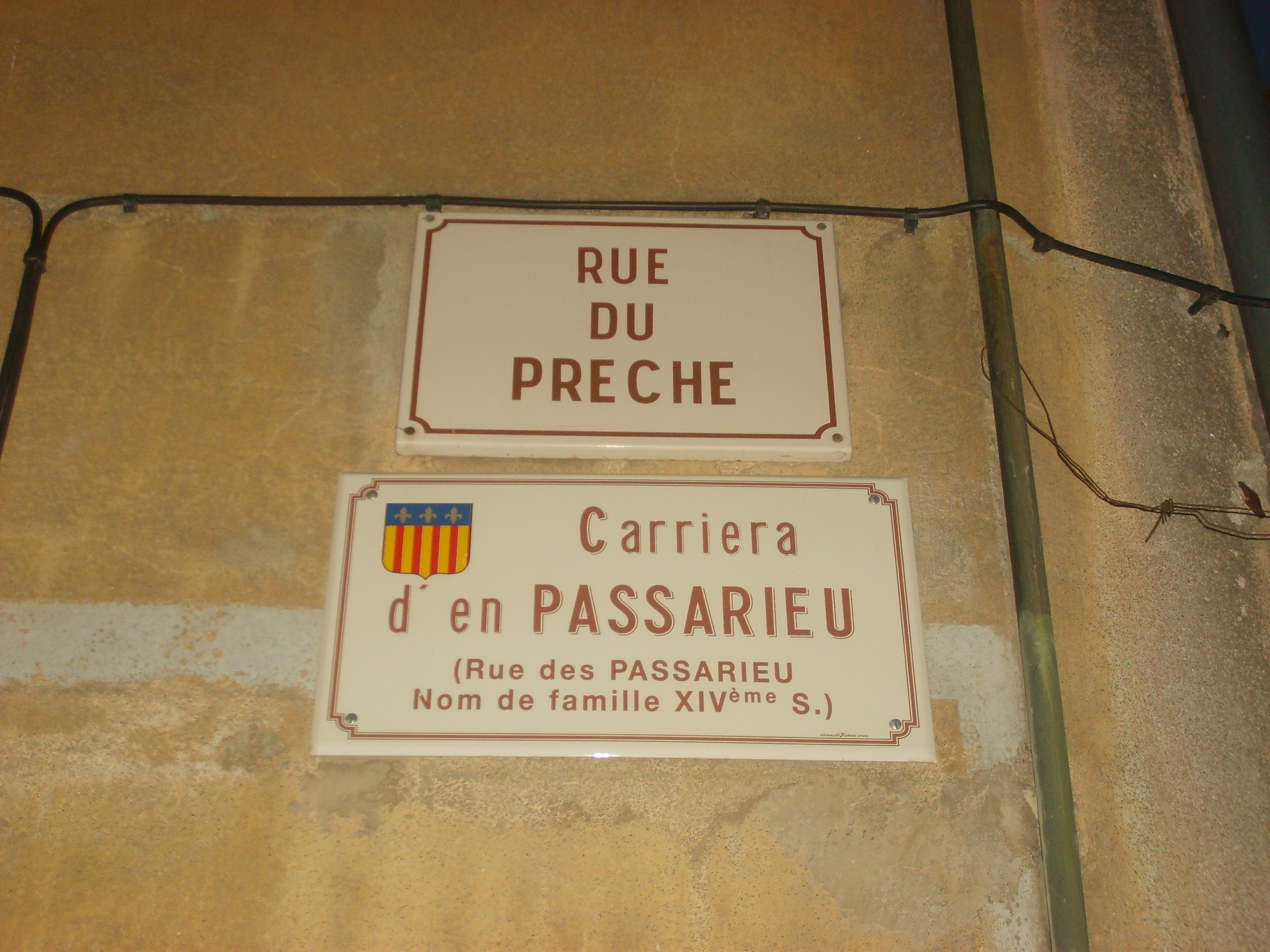
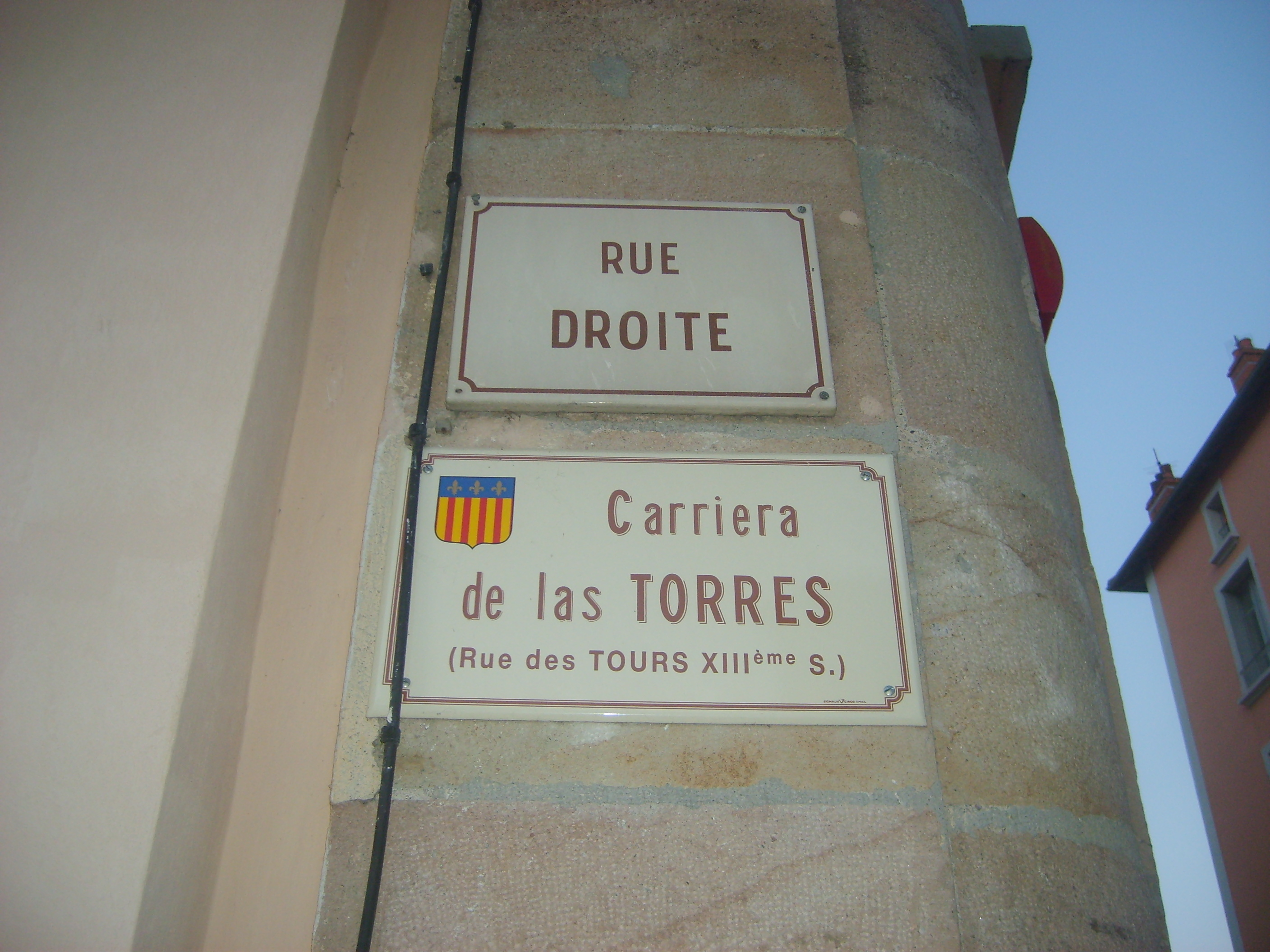
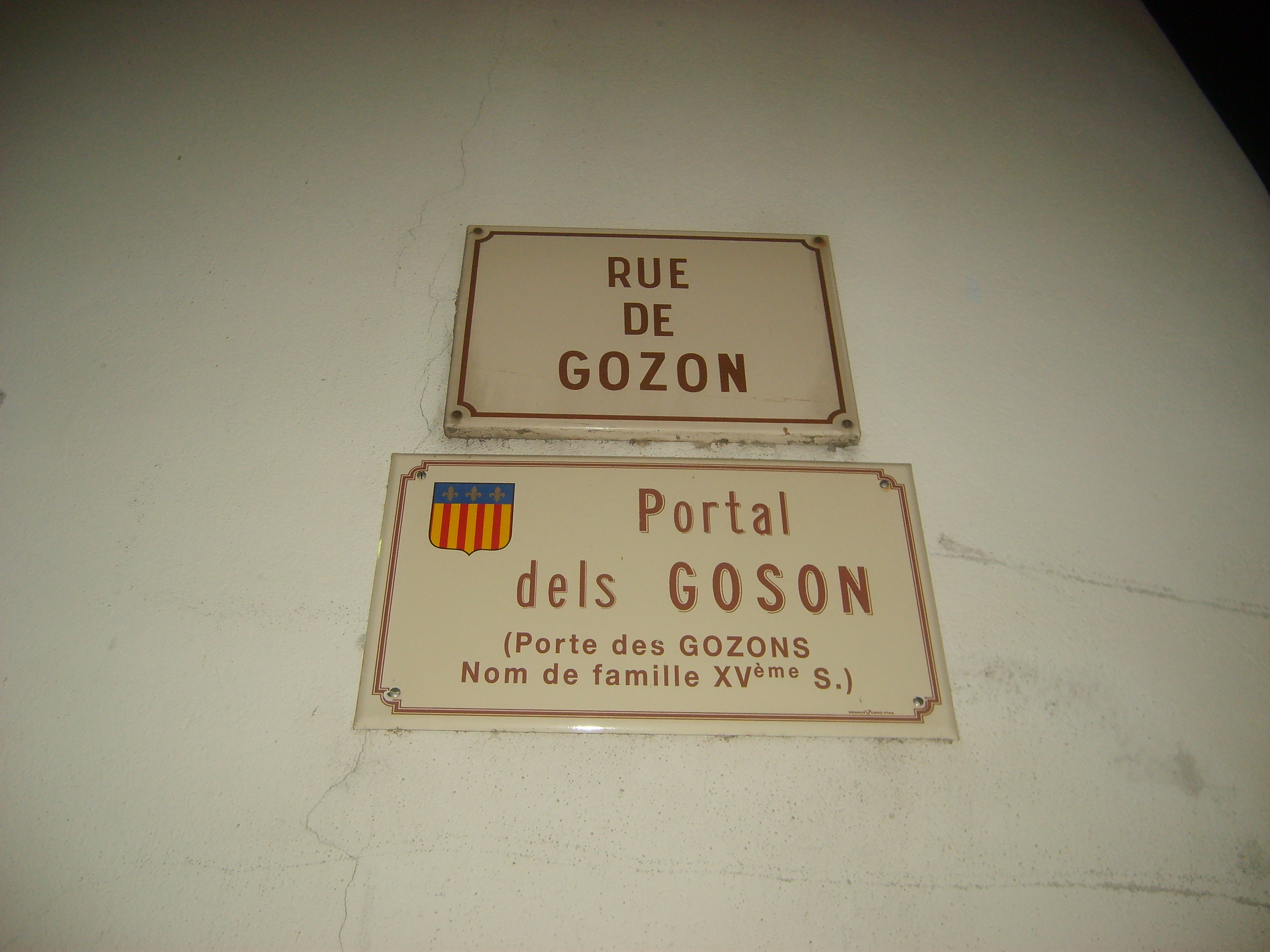
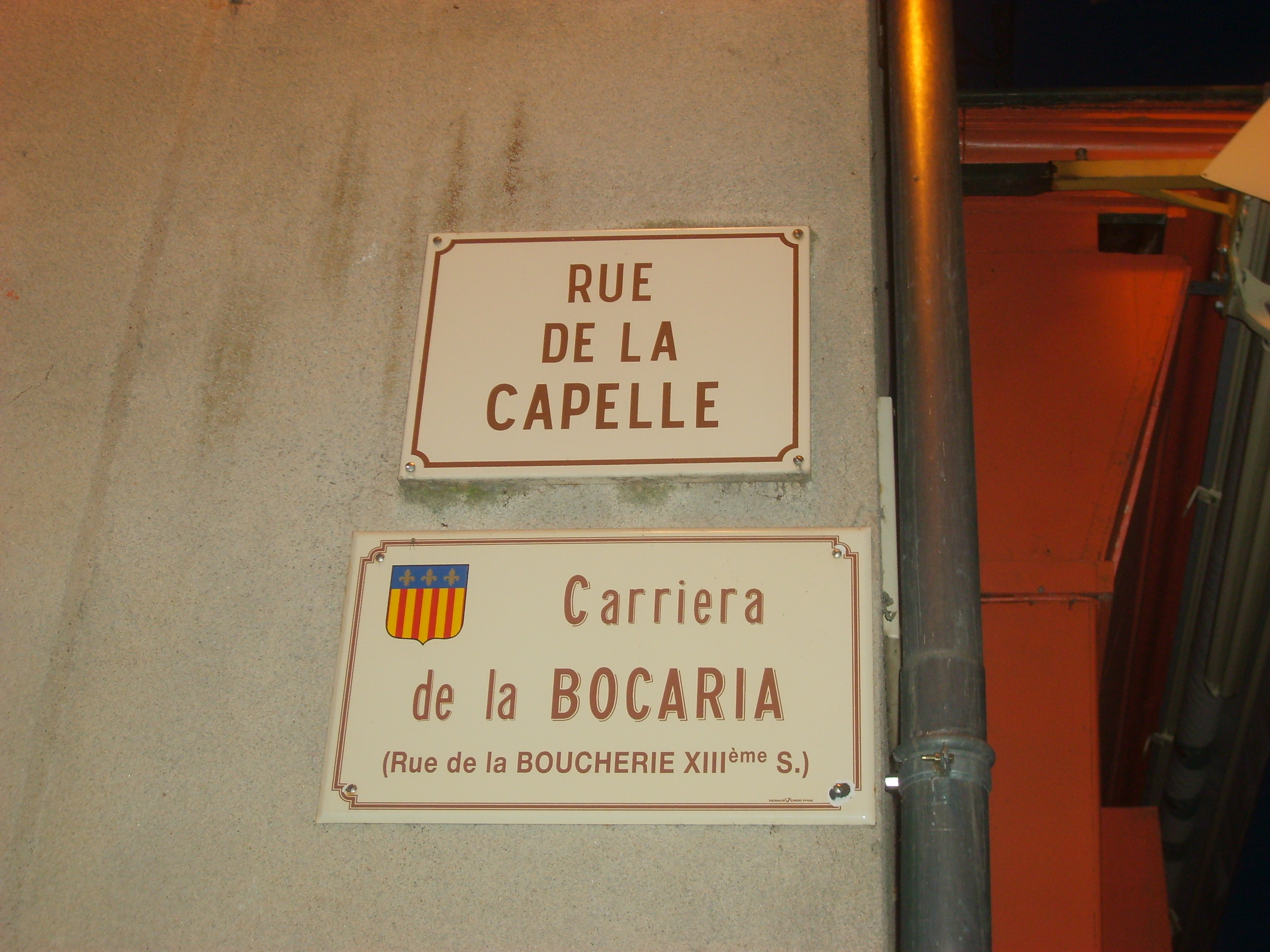
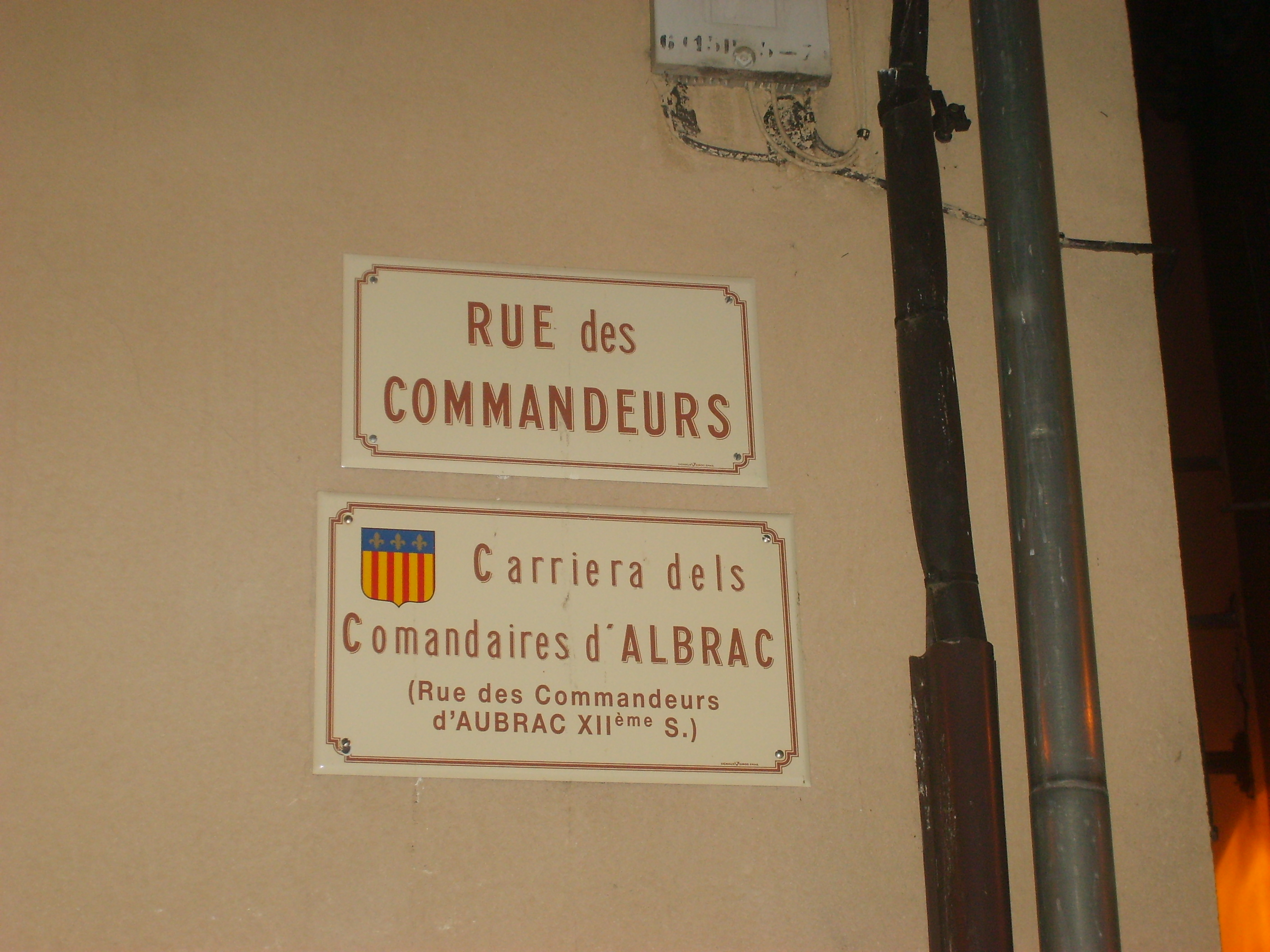
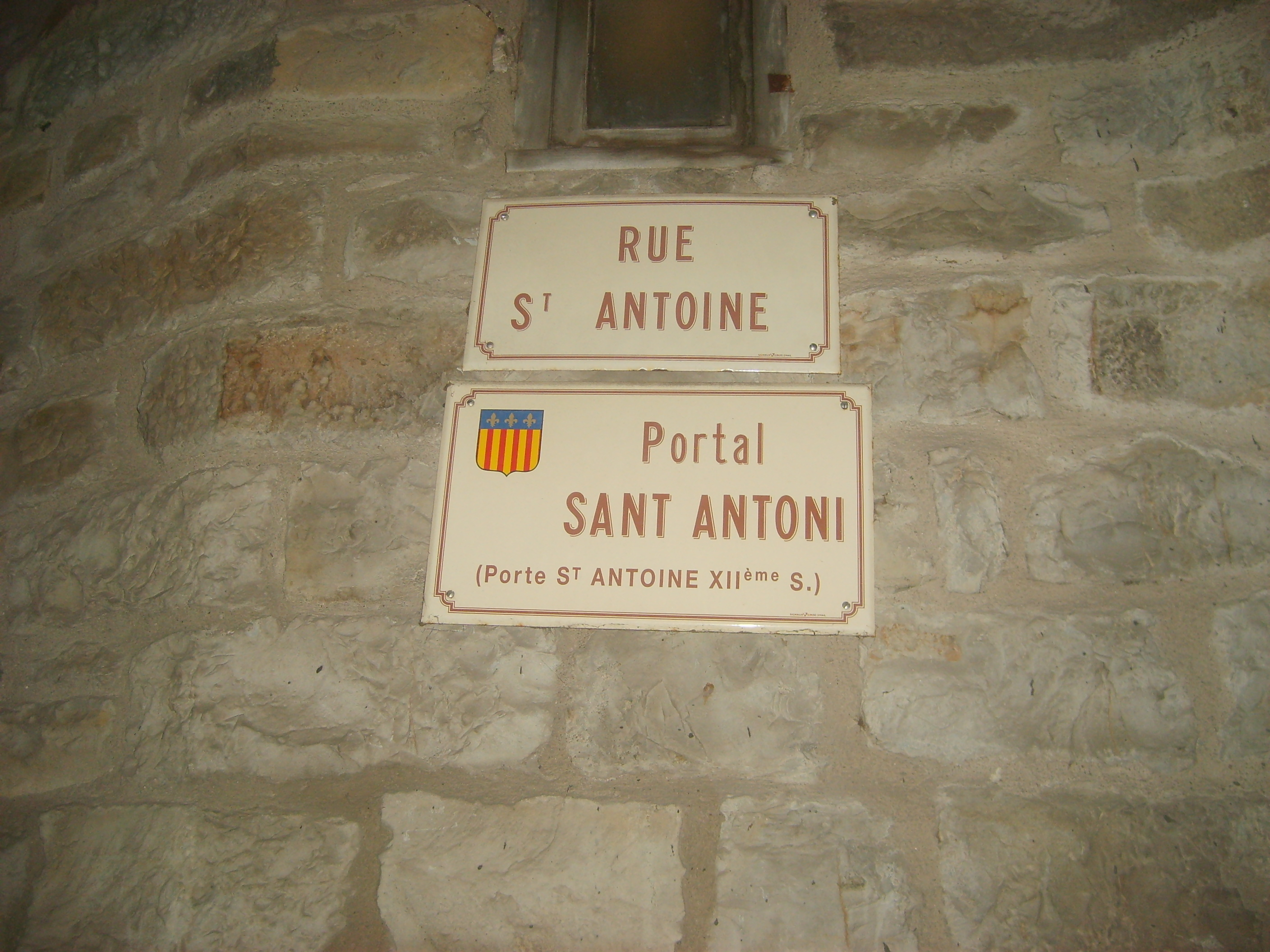
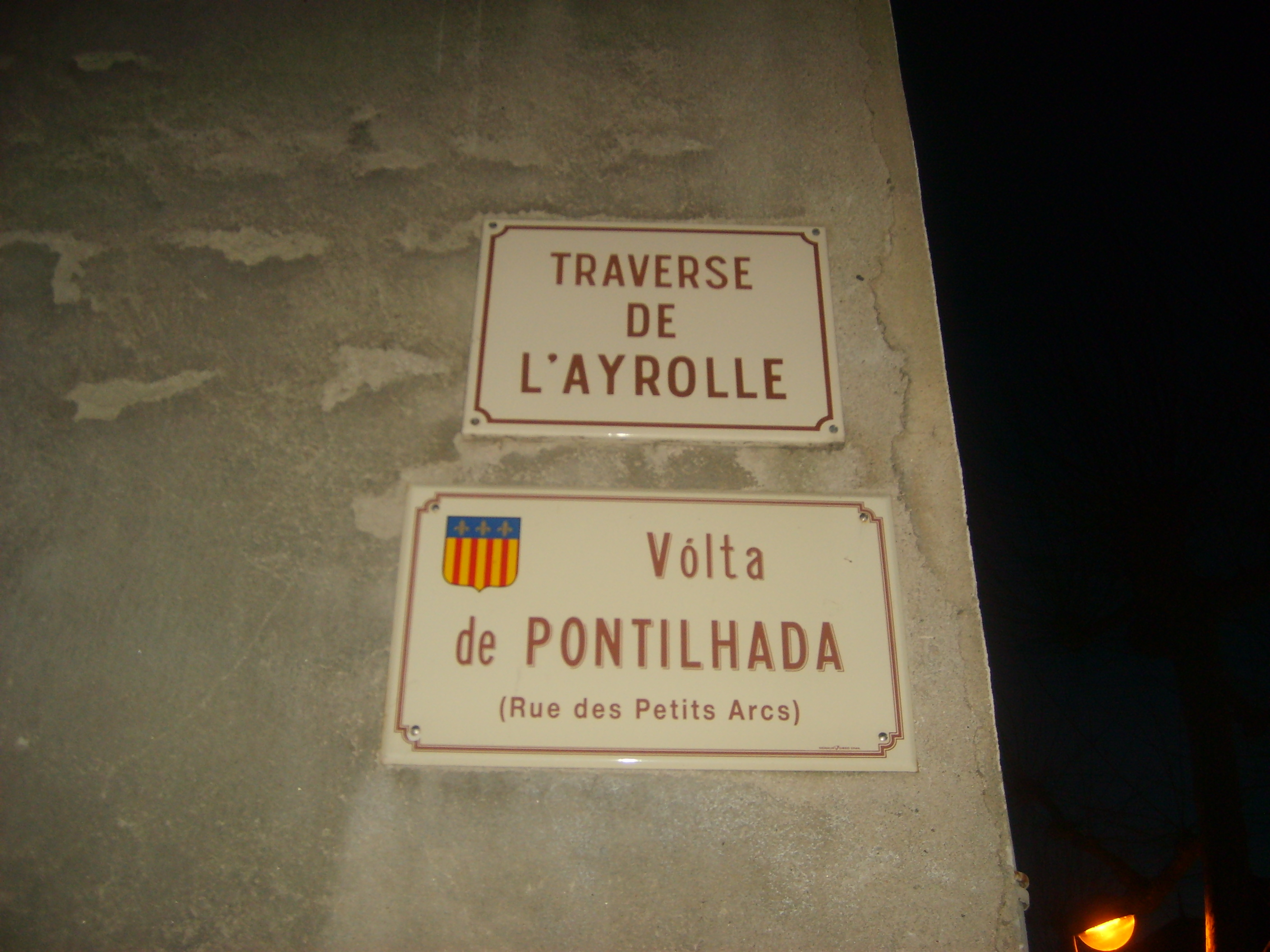
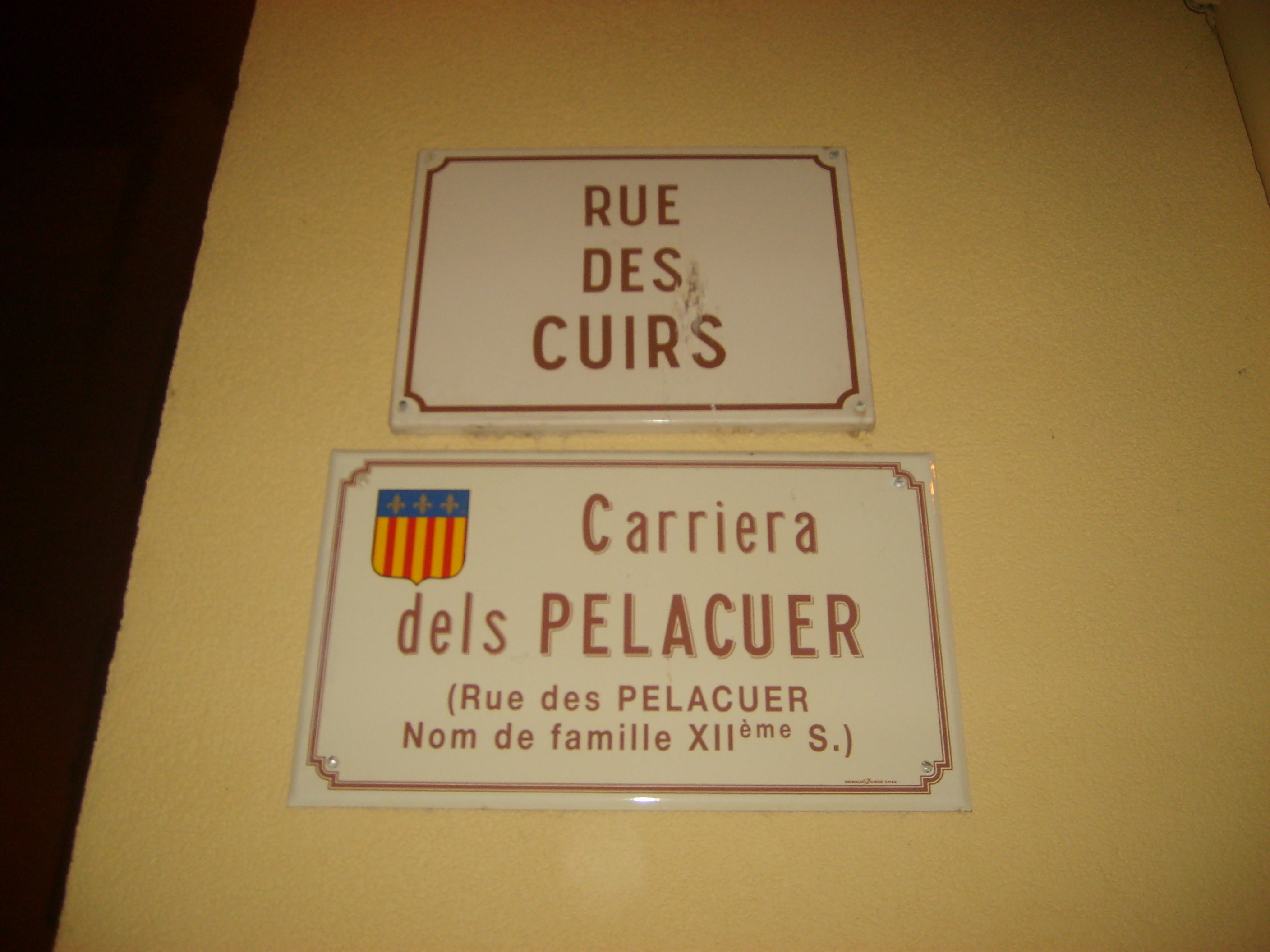

### Personnalités liées à la commune
- Liste des vicomtes de Carlat.
- Famille de Sambucy.

Emma Calvé, illustration d'après Théobald Chartran.

- Louis de Bourzès (1742-1817), homme politique, maire de Millau et député de l'Aveyron de 1791 à 1792.
- Jacques-Antoine Brouillet (1743-?), religieux et homme politique né à Millau, député du clergé aux états généraux de 1789.
- Gilles de Grandsaigne (1749-?), homme politique, député de l'Aveyron de 1807 à 1811, chevalier d'Empire en 1810.
- Louis de Bonald (1754-1840).
- Gabriel-Venance Rey (1763-1836), général de division de la Révolution et de l'Empire.
- Henri Amable Alexandre de Sarret (1767-1794), général de brigade de la Révolution française, tombé au champ d'honneur.
- Jean-Baptiste Solignac (1773-1850), général de division de la Révolution et de l'Empire, baron d'Empire, grand officier de la Légion d'honneur, son nom est inscrit sur l'arc de triomphe de l'Étoile à Paris (côté ouest).
- Théodore Richard (1782-1859), peintre paysagiste.
- Louis Philippe de Gaujal-Saint-Maur (1782-1850), homme politique, maire de Millau, député de l'Aveyron de 1841 à 1848
- Louis-Jacques-Maurice de Bonald (1787-1870), cardinal, primat des Gaules.
- Émile Aldy (1853-1921), homme politique, maire de Narbonne de 1892 à 1894, député de l'Aude de 1902 à 1919.
- Emma Calvé (1858-1942), célèbre cantatrice d'opéra au début du XXe siècle qui vient s'installer à la fin de sa vie à Millau au 28, avenue Jean Jaurès dans une maison, transformée ensuite en hôtel qui porte son nom.
- Émilie Arnal (1863-1935), poétesse et romancière, née et enterrée à Millau.
- André Balitrand (1864-1931), homme politique, député de l'Aveyron de 1902 à 1919 et de 1924 à 1928.
- Joseph Malet (1873-1946), sculpteur, prix Cabrol en 1910.
- Justin Vialaret (1883-1916), international français de football mort dans la bataille de la Somme en 1916.
- Louis Balsan (1903-1988), spéléologue, archéologue et photographe, prix Cabrol en 1937.
- Christiane Burucoa (1909-1975), poétesse ayant remporté plusieurs prix de l'Académie française.
- Yves-Marie Bruel (1921-2006), pianiste et compositeur.
- Pierre Douzou (1926-2000), membre de l’Académie des sciences, section biologie cellulaire et moléculaire.
- Éric Bouad (né en 1948), musicien.
- Philippe Tarrusson (1951-2022), joueur et entraîneur français de rugby à XV.
- Béatrice Marre (née en 1952), ancienne préfète et députée socialiste la Deuxième circonscription de l’Oise de 1997 à 2002, ancienne conseillère municipale de la ville de 2008 à 2014 et candidate aux élections législatives de 2007 et 2012 dans la Troisième circonscription de l'Aveyron.
- José Bové (né en 1953), député européen, figure du mouvement altermondialiste, agriculteur et ancien porte parole du syndicat agricole français Confédération paysanne.
- Joël Barre (né en 1955), délégué général pour l'armement.
- Didier Auriol (né en 1958), pilote automobile, champion du monde des rallyes en 1994.
- Philippe Corti (né en 1958), disc jockey.
- William Maury (né en 1969), auteur et dessinateur de la bande dessinée Les Sisters[84].

### Gastronomie

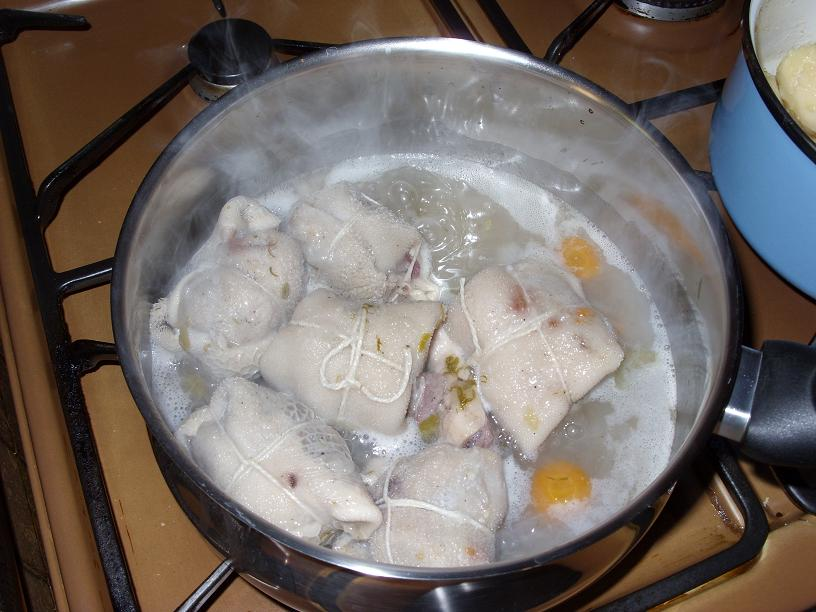
Les trenèls.

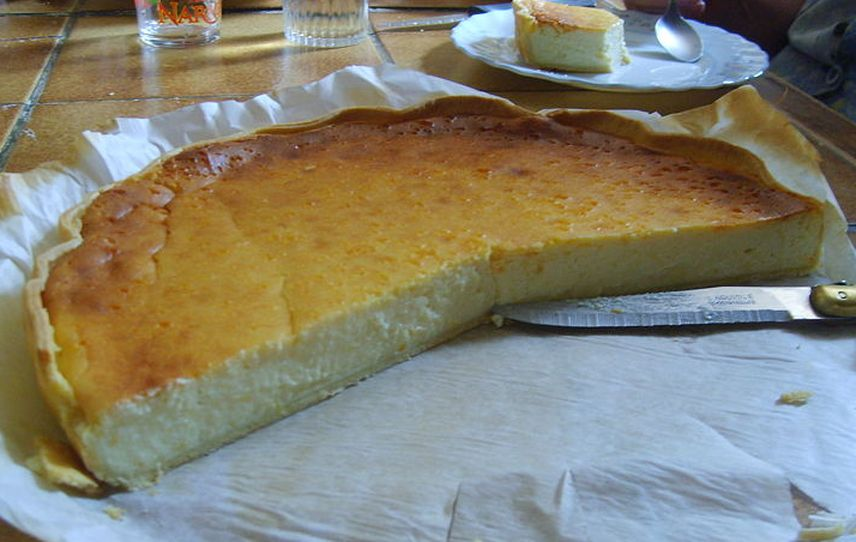
La flauna.

La commune, qui fait partie d'un Aveyron très rural, a une cuisine où les plats à l'exécution bien maîtrisée par sa population sont généralement très roboratifs :
- les trenèls ou tripous trenèls (tripettes tressées), plat de ménage aveyronnais à base de ventrèche et de panse de brebis élevés dans les nombreuses fermes de ce territoire ;
- le vin des Côtes de Millau AOP.

Et plus largement :
- le roquefort : fromage à l'appellation d'origine protégée de laiterie ou d'industrie. C'est une fourme veinée de bleu faite exclusivement avec des laits crus de brebis collectés chez les agriculteurs et mélangés entre eux. C'est une spécialité du sud Aveyron, notamment connu dans l'utilisation de la raclette millavoise, il est affiné dans les caves spécifiques de Roquefort-sur-Soulzon ;
- le pérail ou perál ou encore peralh : exclusivement fermier il y a peu, les familles paysannes le font avec le lait cru de leur brebis. Il est dorénavant aussi élaboré en laiterie et industrie avec des laits de brebis collectés et mélangés et souvent stérilisés. Les fermiers-fromagers, les laitiers et les industriels n'arrivant pas à s'entendre sur, entre autres, l'emploi de lait cru ou de lait thermisé voir de lait pasteurisé. Pour cette raison, entre autres, le cahier des charges de ce futur AOC n'est toujours pas arrêté après plusieurs années ;
- le bleu des causses (bleu de l'Aveyron) : fromage à l'appellation d'origine protégée de laiterie ou d'industrie. C'est une fourme veinée de bleu de lait cru de vache longtemps affiliée au roquefort ;
- la flauna ou flaune : tarte de ménage garnie d'une préparation à base de recuite de petit lait de brebis parfumée à l'eau de fleur d'oranger ;
- cuisson au flambadou (flamboir) : accessoire de cuisson en fer préalablement chauffé dans la braise permettant de fondre du lard sur un gibier ou une pièce de viande en évitant son dessèchement, par exemple du lièvre ou du faisan ;
- la fouasse ou fouace : brioche de ménage à la pâte dense parfumée à l'eau de fleur d'oranger ;
- les échaudés : biscuits de ménage bouillis puis cuits au four. Ils sont parfumés à l'eau de fleur d'oranger ;
- les farsous ou farçous : plat de ménage. C'est un hachis fait avec du lard gras, du vert de blette, du persil, de la chair de saucisse, des œufs, de la farine de céréale pour obtenir une farce formée à la cuillère et cuite à la poêle.

### Héraldique
| Blason de Millau | Blason  | D'or à quatre pals de gueules, au chef d'azur chargé de trois fleurs de lis d'or. |
| Blason de Millau | Détails | Ce sont toujours les armes du royaume d'Aragon, depuis 1187, mais surmontées depuis 1271 du chef de France (d'azur à trois fleurs de lys) indiquant qu'il s'agit d'une « bonne ville », c'est-à-dire d'une commune relevant directement du roi. La ville s'administrait elle-même à travers des consuls élus — à l'instar de Toulouse et de ses capitouls — tandis que le roi était le seul et direct suzerain. Peu de villes, en France, jouissaient d'un pareil régime d'autonomie. Le statut officiel du blason reste à déterminer. |

## Millau dans les arts et la culture

### Littérature
- Le roman de science-fiction de Raoul de Warren, L'Insolite Aventure de Marina Sloty (1980), se déroule en grande partie à Millau en 1870 et 1959.